# Nikita Jrushchov
Nikita Serguéievich Jrushchov (en ruso: Ники́та Серге́евич Хрущёв, romanización Nikita Sergeevič Hruščëv), también conocido como Nikita Jruschov, Nikita Kruschov, Nikita Kruschev o Nikita Khrushchev (Kalínovka, Gobernación de Kursk, Imperio ruso, 3 de abriljul./ 15 de abril de 1894greg.-Moscú, Unión Soviética, 11 de septiembre de 1971), fue el dirigente de la Unión Soviética durante una parte de la Guerra Fría. Desempeñó las funciones de primer secretario del Partido Comunista de la Unión Soviética, entre 1953 y 1964, y de presidente del Consejo de Ministros, entre 1956 y 1962. Jrushchov fue responsable de la desestalinización parcial de la Unión Soviética, de respaldar el programa espacial soviético y de varias reformas relativamente liberales en materia de política interna. Sus compañeros de partido lo retiraron del poder en 1964, reemplazándolo por Leonid Brézhnev como Primer secretario y Alekséi Kosygin como presidente del Consejo de Ministros.
Jrushchov nació en la aldea rusa de Kalínovka, Gobernación de Kursk, Imperio ruso, ahora Rusia, en 1894, cerca de la frontera entre Rusia y Ucrania. En su juventud estuvo empleado como obrero metalúrgico, y durante la guerra civil rusa fue un comisario político. Con la ayuda de Lázar Kaganóvich, se abrió paso en la jerarquía soviética. Durante lo que se denominaba en la Unión Soviética como la Gran Guerra Patria (Frente Oriental de la Segunda Guerra Mundial), Jrushchov fue nuevamente comisario político y actuó como intermediario entre Stalin y sus generales. Jrushchov participó en la sangrienta batalla de Stalingrado, un hecho que lo enorgulleció para toda su vida. Después de la guerra, regresó a la URSS antes de ser llamado como uno de los asesores cercanos de Stalin.
En la lucha por el poder desencadenada tras la muerte de Stalin en 1953, Jrushchov emergió victorioso después de varios años. El 25 de febrero de 1956, en el XX Congreso del Partido, pronunció el "discurso secreto", denunciando las purgas de Stalin y el advenimiento del llamado deshielo de Jrushchov en la Unión de Repúblicas Socialistas Soviéticas (URSS). Sus políticas internas, encaminadas a mejorar la vida de los ciudadanos comunes, a menudo fueron ineficaces, especialmente en el área de la agricultura. Con la esperanza de finalmente contar con misiles para la defensa nacional, Jrushchov ordenó recortes importantes en las fuerzas convencionales. A pesar de los recortes, su gobierno vivió los años más tensos de la Guerra Fría, que culminaron en la crisis de los misiles de Cuba.
Algunas de las políticas de Jrushchov fueron vistas como erráticas, sobre todo por sus rivales emergentes, que en silencio se elevaron con fuerza y lo depusieron en octubre de 1964. Sin embargo, no sufrió el destino mortal de algunos perdedores anteriores de las luchas por el poder soviético siendo jubilado con un apartamento en Moscú y una dacha en la zona rural. Sus memorias fueron llevadas de contrabando a Occidente y publicadas parcialmente en 1970. Jrushchov murió en 1971 de una cardiopatía.

## Primeros años
Jrushchov nació el 15 de abril de 1894, en Kalínovka, una aldea ubicada en lo que hoy es el óblast de Kursk en Rusia, cercana a la frontera con Ucrania. Sus padres, Serguéi Jrushchov y Ksenia Jrushchova, eran campesinos pobres de origen ruso y tuvieron una hija dos años más joven que Nikita, llamada Irina. Serguéi Jrushchov fue empleado en una serie de cargos en la zona del Donbás al extremo oriente de Ucrania, trabajando como un empleado ferroviario, minero y en una fábrica de ladrillos. Como los salarios eran mucho más altos en el Donbás que en la región de Kursk, Serguéi Jrushchov por lo general dejaba a su familia en Kalínovka, para regresar allí cuando tuviera suficiente dinero.
Kalínovka era una aldea campesina; la maestra de Jrushchov, Lidia Shevchenko declaró más tarde que nunca había visto un pueblo tan pobre como Kalínovka. Nikita trabajó cuidando el ganado desde una edad temprana. Fue educado durante un total de cuatro años, una parte en la escuela parroquial del pueblo y otra parte bajo la tutela de Shevchenko en la escuela estatal de Kalínovka. De acuerdo con Jrushchov en sus memorias, Shevchenko fue una librepensadora que sorprendió a los aldeanos por no asistir a la iglesia, y cuando visitó a su hermano, le dio al muchacho dos libros que habían sido prohibidos por el Gobierno Imperial. Ella alentó a Nikita a buscar la educación superior, pero las finanzas familiares no se lo permitieron.
En 1908, Serguéi Jrushchov se trasladó a la ciudad de Yúzivka del Donbás; Nikita, con catorce años, lo siguió más tarde en ese mismo año, mientras que Ksenia Jrushchova y su hija llegaron después. Yúzivka, que pasó a llamarse Stálino en 1924 y Donetsk en 1961, estaba en el corazón de una de las zonas más industrializadas del Imperio ruso. Después de que Nikita trabajara brevemente en otros ámbitos, sus padres le encontraron un lugar como aprendiz de metalúrgico. Al finalizar ese aprendizaje, el adolescente Jrushchov fue contratado en una fábrica. Perdió ese trabajo cuando recogió dinero para las familias de las víctimas de la masacre del Lena y fue contratado para recomponer el equipo subterráneo de una mina en las cercanías de Rútchenkovo, donde ayudó a distribuir copias y a organizar lecturas públicas del Pravda. Más tarde declaró que consideró la idea de emigrar a los Estados Unidos por mejores salarios, pero no lo hizo.

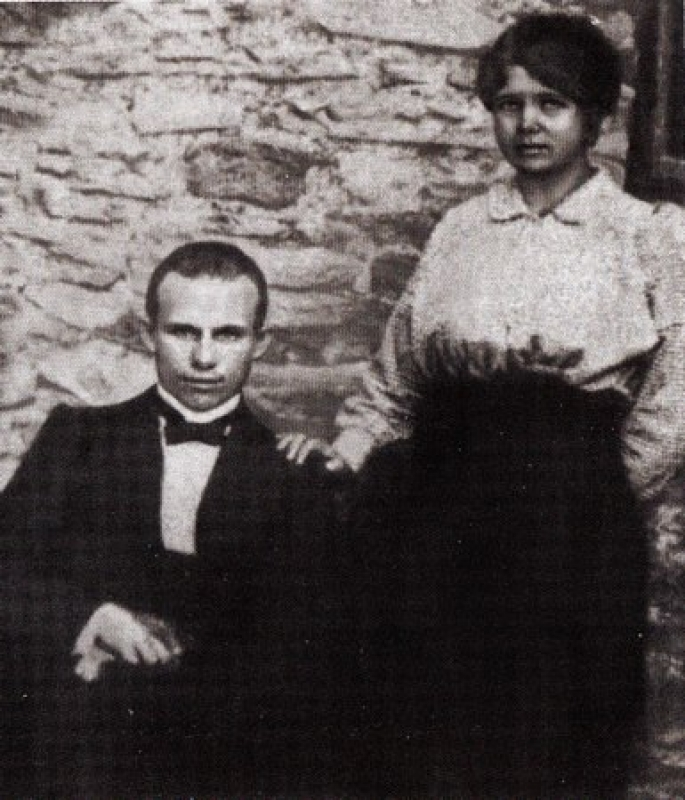
Jrushchov con Yefrosinia Písareva, su primera esposa.

Cuando estalló la Primera Guerra Mundial en 1914, estuvo exento del servicio militar por ser un obrero metalúrgico calificado. Jrushchov fue empleado en un taller que atendía diez minas y estuvo involucrado en varias huelgas exigiendo mayores salarios, mejoras en las condiciones laborales y el fin de la guerra. En 1914, se casó con Yefrosinia Písareva, hija del operador del ascensor de la mina Rútchenkovo. En 1915, tuvieron una hija, Julia, y en 1917, un hijo, Leonid.
Después de la Revolución de Febrero y la abdicación del zar Nicolás II de Rusia en 1917, el nuevo Gobierno Provisional Ruso en Petrogrado tuvo poca influencia sobre Ucrania. Jrushchov fue elegido para el consejo de los trabajadores (o sóviet) en Rútchenkovo, y en mayo se convirtió en su presidente. No se unió a los bolcheviques hasta 1918, año en que la guerra civil rusa, entre los bolcheviques y una coalición de opositores conocidos como el Ejército Blanco, estalló en serio. Su biógrafo, William Taubman, sugirió que la demora de Jrushchov en afiliarse con los bolcheviques fue porque se sentía más cercano de los mencheviques que priorizan el progreso económico, mientras que los bolcheviques buscaban el poder político. En sus memorias, Jrushchov indicó que esperó porque había muchos grupos, y era difícil decidirse por uno.
En marzo de 1918, cuando el Gobierno bolchevique concluyó una paz separada con las Potencias Centrales, los alemanes ocuparon el Donbás y Jrushchov huyó a Kalínovka. A fines de 1918 o principios de 1919, el Ejército Rojo lo movilizó como comisario político. El puesto de comisario político había sido recientemente introducido cuando los bolcheviques llegaron a depender menos de los activistas obreros y más de reclutas militares; sus funciones incluían el adoctrinamiento de reclutas en los principios del bolchevismo y la promoción de la disposición moral y para la batalla de las tropas. Comenzando como comisario para un pelotón de la construcción, Jrushchov llegó a ser comisario de un batallón de construcción y fue enviado al frente de un curso político de dos meses. El joven comisario fue atacado varias veces, aunque muchas de las historias de la guerra que diría en la vejez trataron más de su torpeza cultural (y la de sus tropas), en lugar de combate. En 1921, terminó la guerra civil, y Jrushchov fue desmovilizado y asignado como comisario para una brigada de trabajo en el Donbás, donde él y sus hombres vivieron en condiciones precarias.
Las guerras habían causado hambrunas y una devastación generalizada, y una de las víctimas del hambre y las enfermedades fue la esposa de Jrushchov, Yefrosinia, quien murió de tifus en Kalínovka mientras Jrushchov estaba en el ejército. El comisario regresó para el funeral y, fiel a sus principios bolcheviques, se negó a permitir que el ataúd de su esposa entrara en la iglesia local. Pero como la única forma de entrar en el cementerio era a través de la iglesia, levantó el ataúd y pasó sobre la cerca hacia el cementerio, sorprendiendo a la aldea.

## Funcionario del partido

### Años en el Donbás

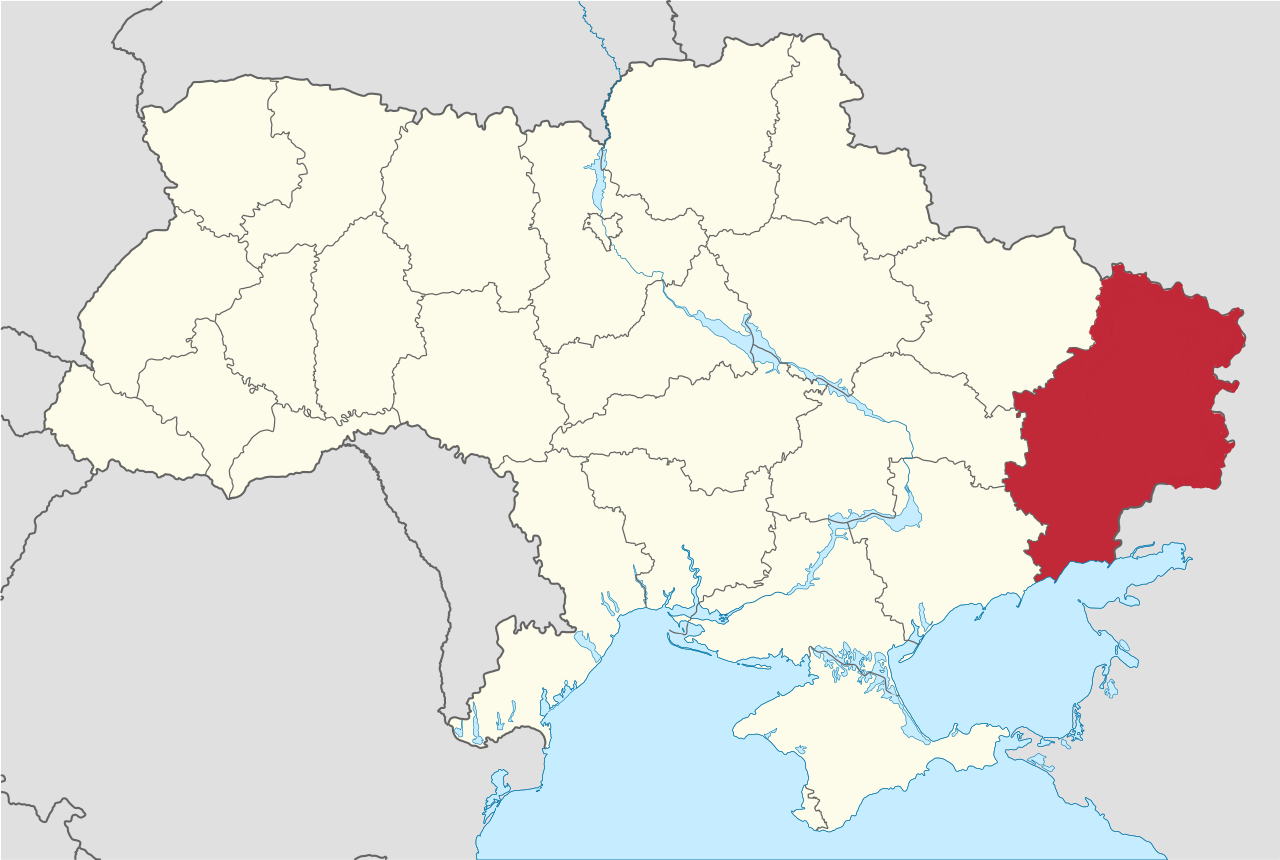
Región del Donbás dentro del mapa político actual de Ucrania

A través de la intervención de un amigo, Jrushchov fue asignado en 1921 como subdirector de asuntos políticos de la mina de Rútchenkovo en la región del Donbás, donde había trabajado anteriormente. Quedaban todavía algunos bolcheviques en la zona. En ese momento, el movimiento se dividió por la Nueva Política Económica de Lenin, que permitió cierto grado de empresas privadas y fue vista como un retroceso ideológico por algunos bolcheviques. Si bien la responsabilidad de Jrushchov estaba en los asuntos políticos, se involucró en los aspectos prácticos de la reanudación de la producción total en la mina después del caos de los años de guerra. Ayudó a reiniciar las máquinas (las piezas claves y los documentos que habían sido destruidos por los propietarios pre-soviéticos de las minas) y llevaba su viejo traje de minas para los recorridos de inspección.
Jrushchov tuvo un gran éxito en la mina de Rútchenkovo, y a mediados de 1922 se le ofreció la dirección de la cercana mina de Pastujov. Sin embargo, rechazó la oferta, buscando que se asignará a la escuela técnica recientemente establecida (téjnikum) en Yúzovka, aunque sus superiores se mostraron reacios a dejarlo ir. Como tenía solo cuatro años de educación formal, se inscribió en el programa de formación (rabfak, abreviatura de rabochi fakultet, es decir, facultad de obreros) adjunto al téjnikum que había sido diseñado para atraer a los estudiantes sin educación secundaria, un requisito previo para su entrada en el téjnikum. Mientras estuvo inscrito en el rabfak, Jrushchov continuó su trabajo en la mina de Rútchenkovo. Uno de sus profesores lo describió más tarde como un pésimo estudiante. Tuvo más éxito en la promoción del Partido Comunista; poco después de su admisión en el rabfak en agosto de 1922, fue nombrado secretario del partido con el téjnikum completado y se convirtió en un miembro del buró - el consejo de Gobierno - del comité del partido de la ciudad de Yúzovka (renombrada Stálino en 1924). Se unió brevemente a los partidarios de León Trotski en oposición a los de Iósif Stalin en la cuestión de la democracia del partido. Todas estas actividades lo dejaron con poco tiempo para sus estudios y aunque más tarde afirmó haber terminado sus estudios de rabfak, no está claro si esto era cierto.
En 1922, Jrushchov conoció y se casó con su segunda esposa, Marusia, cuyo apellido de soltera es desconocido. Los dos se separaron rápidamente, aunque Jrushchov ayudó a Marusia en los años posteriores, especialmente cuando la hija de una relación anterior de Marusia sufrió una enfermedad mortal. Poco después del matrimonio fallido, Jrushchov conoció a Nina Petrovna Kujarchuk, una organizadora del partido bien educada e hija de campesinos acomodados ucranianos. Los dos vivieron juntos como marido y mujer durante el resto de la vida de Jrushchov, aunque no registraron su matrimonio hasta 1965. Tuvieron dos hijos: Serguéi, que nació en 1935, y Elena, nacida en 1937.
A mediados de 1925, Jrushchov fue nombrado secretario del partido del raikom, o comité de distrito (raión), Petrovo-Marinski, cerca de Stálino. El área del raikom era de alrededor de 1000 km² y Jrushchov estuvo en constante movimiento a lo largo de su dominio, teniendo interés incluso por los asuntos de poca importancia. A finales de 1925, Jrushchov fue elegido como delegado sin derecho a voto en el XIV Congreso del Partido Comunista de la Unión Soviética en Moscú.

### Protegido de Kaganóvich
Jrushchov conoció a Lázar Kaganóvich a comienzos de 1917. En 1925, Kaganóvich se convirtió en líder del partido en Ucrania y Jrushchov, bajo su patrocinio, ascendió rápidamente. Fue nombrado segundo al mando del aparato del partido en Stálino a finales de 1926. En un plazo de nueve meses, su superior, Konstantín Moiséienko, fue expulsado, algo que según Taubman, fue debido a la instigación de Jrushchov. Kaganóvich transfirió a Jrushchov a Járkov, en ese entonces la capital de Ucrania, como líder del Departamento de Organización del Comité Central del Partido de Ucrania. En 1928, Jrushchov fue transferido a Kiev, donde se desempeñó como segundo al mando de la organización del partido.
En 1929, Jrushchov solicitó nuevamente la ampliación de su educación, siguiendo a Kaganóvich (ahora en el Kremlin como un estrecho colaborador de Stalin) a Moscú y matriculándose en la Academia Industrial Stalin. Jrushchov nunca completó sus estudios allí, pero floreció su carrera en el partido. Cuando la célula del partido de la escuela eligió a un número de derechistas para una futura conferencia de partido de distrito, la célula fue atacada por Pravda. Jrushchov emergió victorioso en la subsiguiente lucha por el poder, convirtiéndose en el secretario del partido de la escuela, la organización de los delegados debió retirarse y luego la célula de derechistas fue purgada. Jrushchov ascendió rápidamente a través de las filas del partido, primero convirtiéndose en líder del partido del distrito de Bauman, sede de la Academia, antes de adoptar la misma posición en el distrito de Krasnoprésnenski, el más grande y el más importante de la capital. En 1932, Jrushchov se había convertido en el segundo al mando, detrás de Kaganóvich, de organización del partido de la ciudad de Moscú y en 1934 se convirtió en líder del partido de la ciudad y en miembro del Comité Central del Partido. Jrushchov atribuyó su rápido ascenso a su amistad con su compañera estudiante de la Academia Nadezhda Alilúyeva, la esposa de Stalin. En sus memorias, Jrushchov dijo que Allilúyeva le habló bien de él a su marido. Pero su biógrafo, William Tompson, minimiza la posibilidad, afirmando que Jrushchov estaba demasiado bajo en la jerarquía del partido para disfrutar del patrocinio de Stalin y que, si hubo alguna influencia sobre la carrera de Jrushchov en esta etapa, fue por Kaganóvich.
Mientras era líder de la organización de la ciudad de Moscú, Jrushchov supervisó la construcción del Metro de Moscú, un emprendimiento muy costoso, con Kaganóvich a cargo de todo. Ante una fecha de apertura anunciada para el 7 de noviembre de 1934, Jrushchov tomó riesgos considerables en la construcción y pasó gran parte de su tiempo en los túneles. Cuando se produjeron los inevitables accidentes, estos fueron descritos como héroes que se sacrificaron por una gran causa. El metro no abrió hasta el 1 de mayo de 1935, pero Jrushchov recibió la Orden de Lenin por su papel en la construcción. A finales de ese año, fue elegido como líder del partido en el óblast de Moscú, una provincia con una población de 11 millones de habitantes.
Los registros de la oficina de Stalin muestran reuniones en las que Jrushchov estuvo presente ya desde 1932. Los dos fueron construyendo una buena relación. Jrushchov admiraba mucho a Stalin y atesoraba reuniones informales con él e invitaciones a su dacha, mientras que Stalin sentía un gran afecto por sus subordinados jóvenes.

### Gran Purga: 1936-1938
A partir de 1934, Stalin comenzó las purgas del partido a través de una serie de juicios. En 1936, como los juicios procedieron, Jrushchov expresó su apoyo vehemente:

"Todo aquel que se regocija con los logros alcanzados en nuestro país, las victorias de nuestro partido dirigido por el gran Stalin, encontrará solamente una palabra adecuada para los perros mercenarios y fascistas de la pandilla trotskista-zinovievista. Esa palabra es la ejecución."

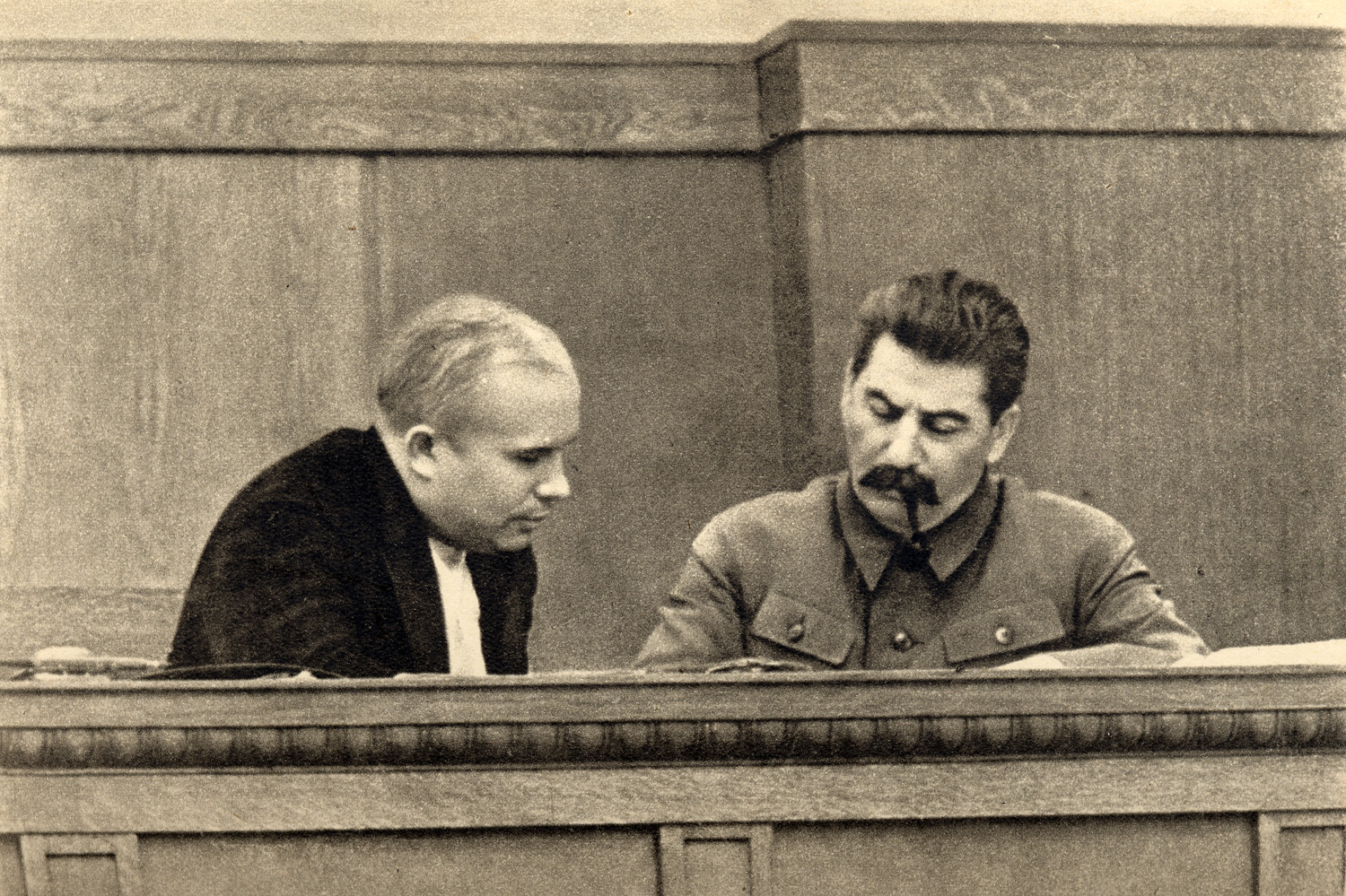
Iósif Stalin y Nikita Jrushchov en 1936.

Jrushchov ayudó en la purga de muchos amigos y colegas en el óblast de Moscú. De 38 altos funcionarios del partido en la ciudad de Moscú y la provincia, 35 fueron asesinados—los tres sobrevivientes fueron trasladados a otras partes de la URSS. De los 146 secretarios del partido de las ciudades y los distritos fuera de la ciudad de Moscú en la provincia, sólo 10 sobrevivieron a las purgas. En sus memorias, Jrushchov señaló que casi todos los que trabajaron con él fueron arrestados. Por protocolo de partido, Jrushchov estaba obligado a aprobar estas detenciones, e hizo poco o nada para salvar a sus amigos y colegas.
Los líderes del partido determinaron cuotas numéricas de "enemigos del pueblo" para ser entregados y detenidos. En junio de 1937, el Politburó estableció una cuota de 35.000 enemigos para ser detenidos en la provincia de Moscú; 5.000 de ellos iban a ser ejecutados. En respuesta, Jrushchov solicitó que se mataran a 2.000 campesinos ricos o kuláks que vivían en Moscú en el cumplimiento de parte de la cuota. En cualquier caso, sólo dos semanas después de recibir el pedido del Politburó, Jrushchov fue capaz de informar a Stalin que 41.305 "elementos criminales y kuláks" habían sido detenidos. De los detenidos, de acuerdo con Jrushchov, 8.500 merecían la ejecución.
Jrushchov no tenía ninguna razón para pensar que él mismo sería inmune a las purgas y, en 1937, confesó su coqueteo de 1923 con el trotskismo a Kaganóvich quien, según Jrushchov, "palideció" (ya que los pecados de su protegido podrían afectar a su propio prestigio) y le aconsejó que se lo dijera a Stalin. El líder tomó la confesión con calma y después de que inicialmente asesoró a Jrushchov para mantenerlo en secreto, le sugirió que contara su historia a la conferencia del partido de Moscú. Jrushchov lo hizo y recibió aplausos, siendo reelegido de inmediato a su puesto. Jrushchov contó en sus memorias que también fue denunciado por un colega detenido. Stalin le comunicó personalmente la acusación a Jrushchov, mirándole a los ojos y a la espera de su respuesta. Jrushchov especuló en sus memorias que Stalin había dudado de su reacción y que habría sido clasificado como un enemigo del pueblo en ese momento. Sin embargo, Jrushchov se convirtió en candidato a miembro del Politburó en enero de 1938 y en miembro de pleno derecho en marzo de 1939.
A finales de 1937, Stalin nombró a Jrushchov como líder del Partido Comunista de la RSS de Ucrania y Jrushchov debidamente dejó Moscú para volver a Kiev, la capital de la RSS de Ucrania, en enero de 1938. Ucrania había sido el escenario de extensas purgas y entre los asesinados en Stálino estaban incluidos sus antiguos profesores a quienes Jrushchov respetaba enormemente. Los altos rangos del partido no eran inmunes; el Comité Central de Ucrania fue diezmado hasta que no pudo convocar un quorum. Después de la llegada de Jrushchov, se aceleró el ritmo de las detenciones. Todos menos uno de los miembros de la Oficina Organizativa del Politburó de Ucrania y de la Secretaría fueron arrestados. Casi todos los funcionarios del Gobierno y los comandantes del Ejército Rojo fueron reemplazados. Durante los primeros meses después de la llegada de Jrushchov, casi todos los detenidos recibieron la pena de muerte.
El biógrafo William Taubman sugirió que, desde que Jrushchov fue denunciado sin éxito nuevamente mientras estaba en Kiev, debió haber sabido que algunas de las denuncias no eran verdaderas y que personas inocentes estaban sufriendo. En 1939, Jrushchov se dirigió al XIV Congreso del Partido Ucraniano:

"Camaradas, debemos desenmascarar y destruir sin descanso a todos los enemigos del pueblo. Pero no debemos permitir que un solo bolchevique honesto sea perjudicado. Debemos llevar a cabo una lucha contra los difamadores."

 Después regresó a Moscú.

## Gran Guerra Patria

### Invasión del territorio polaco
Cuando al inicio de la Segunda Guerra Mundial  las tropas soviéticas, conforme al Pacto Ribbentrop-Mólotov, invadieron la parte oriental de Polonia el 17 de septiembre de 1939, Jrushchov las acompañó bajo la dirección de Stalin. Un gran número de ucranianos vivían en la zona invadida que hoy constituye la porción oriental de Polonia. Por lo tanto, muchos de los habitantes inicialmente acogieron con satisfacción la invasión, a pesar de que esperaban llegar a ser independientes. El papel de Jrushchov era asegurar que las áreas ocupadas votaran a favor de la unión con la URSS. A través de una combinación de propaganda, que engañaba en cuanto a lo que sería votado y el fraude descarado, los soviéticos aseguraron que sus nuevos territorios eligieran a las asambleas que por unanimidad solicitaban la unión con la URSS. Cuando las nuevas asambleas lo hicieron, sus peticiones fueron concedidas por el Sóviet Supremo de la URSS, y Ucrania occidental se convirtió en una parte de la República Socialista Soviética de Ucrania (RSS de Ucrania) el 1 de noviembre de 1939. Las torpes acciones y decisiones de los soviéticos, tales como organizar al personal de Ucrania occidental como al de Ucrania oriental y la entrega de tierras confiscadas a las granjas colectivas (koljoses) en vez de a campesinos pronto alienaron a los ucranianos occidentales, a pesar de los esfuerzos de Jrushchov para alcanzar la unidad.

### Invasión de la Unión Soviética
Cuando los alemanes invadieron la Unión Soviética en junio de 1941, Jrushchov se encontraba en su puesto en Kiev. Stalin lo nombró comisario político y Jrushchov sirvió en una serie de frentes como intermediario entre los comandantes militares locales y los dirigentes políticos en Moscú. Stalin utilizó a Jrushchov para mantener a los comandantes en la línea, mientras que los comandantes procuraron hacerlo influir en Stalin. Como los alemanes avanzaban en territorio soviético, Jrushchov trabajó con los militares en un intento de defender y salvar la ciudad de Kiev. Pero obstaculizado por las órdenes de Stalin, que señalaban que bajo ninguna circunstancia la ciudad debía ser abandonada, el Ejército Rojo fue rápidamente rodeado por los alemanes. Aunque los alemanes afirmaron que tomaron 655 000 prisioneros, de acuerdo con los soviéticos, 150 541 hombres de 677 085 escaparon de la trampa. Las fuentes primarias difieren sobre la participación de Jrushchov en este suceso. Según un escrito del Mariscal Gueorgui Zhúkov de varios años después de que Jrushchov lo hubiera despedido con deshonor en 1957, Jrushchov persuadió a Stalin para no evacuar a las tropas de Kiev. Sin embargo, Jrushchov señaló en sus memorias que él y el mariscal Semión Budionni propusieron redistribuir las fuerzas soviéticas para evitar el cerco hasta que el mariscal Semión Timoshenko llegara desde Moscú con las órdenes para que las tropas mantuvieran sus posiciones. El primer biógrafo de Jrushchov, Mark Frankland, sugirió que la fe de Jrushchov en su líder se vio sacudida por primera vez por los reveses del Ejército Rojo. Jrushchov afirmó en sus memorias lo siguiente:

"Pero permítame retomar el avance sobre el enemigo en la zona de Kiev, el cerco de nuestro grupo y la destrucción del Ejército 37. Más tarde, el Quinto Ejército también pereció ... Todo esto fue sin sentido y desde el punto de vista militar, una muestra de ignorancia, incompetencia y analfabetismo. ... Ahí tienes el resultado de no dar un paso hacia atrás. No hemos podido salvar a estas tropas porque no las retiramos y como resultado simplemente las perdimos. ... Y sin embargo, era posible permitir que esto no sucediera."

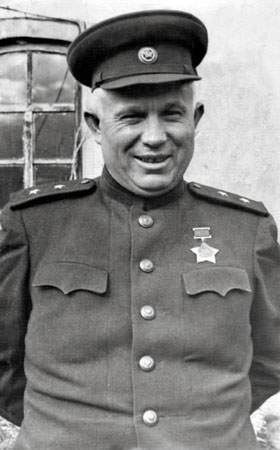
Nikita Jrushchov con el uniforme militar durante la Segunda Guerra Mundial.

En 1942, Jrushchov estaba en el Frente Sudoeste y junto a Timoshenko propusieron una contraofensiva masiva en la zona de Járkov. Stalin aprobó solo una parte del plan y solo 640 000 soldados del Ejército Rojo podrían participar en la ofensiva. Sin embargo, los alemanes habían deducido que los soviéticos eran propensos a atacar en Járkov y les tendieron una trampa. Desde el 12 de mayo de 1942, la ofensiva soviética inicialmente parecía haber tenido éxito, pero en cinco días los alemanes penetraron profundamente en los flancos soviéticos y las tropas del Ejército Rojo se encontraron en riesgo de ser cortadas. Stalin se negó a detener la ofensiva y las divisiones del Ejército Rojo fueron rápidamente rodeadas por los alemanes. La Unión Soviética perdió a aproximadamente 267 000 soldados, incluyendo a más de 200 000 hombres capturados y Stalin degradó a Timoshenko y llamó a Jrushchov a Moscú. Mientras que Stalin hizo alusión a la detención y ejecución de Jrushchov, admitió que el comisario volviera al frente, enviándolo a Stalingrado.
Jrushchov llegó al Frente de Stalingrado en agosto de 1942, poco después del comienzo de la batalla por la ciudad. Su papel en la defensa de Stalingrado no fue importante— el general Vasili Chuikov, quien encabezó la defensa de la ciudad, solo mencionó a Jrushchov brevemente en un libro de memorias publicado mientras Jrushchov era Presidente del Consejo de Ministros— pero durante sus últimos años de vida, estuvo orgulloso de su papel. Aunque en alguna ocasión visitó a Stalin en Moscú, permaneció en Stalingrado durante gran parte de la batalla y a punto estuvo de ser asesinado por lo menos una vez. Propuso un contraataque, solo para descubrir que Zhúkov y otros generales ya habían planeado la Operación Urano, un plan para salir de las posiciones soviéticas y rodear y destruir a los alemanes; plan que se mantuvo en secreto. Antes de que la operación fuera puesta en marcha, Jrushchov pasó mucho tiempo comprobando la disposición y la moral de las tropas, interrogando a los prisioneros alemanes y reclutando a algunos por razones de propaganda.
Poco después de Stalingrado, Jrushchov se encontró con un tragedia personal, ya que su hijo Leonid, un piloto de caza, al parecer había sido derribado y muerto en combate el 11 de marzo de 1943. Las circunstancias de la muerte de Leonid siguen siendo oscuras y controvertidas ya que ninguno de sus compañeros aviadores afirmaron presenciar el derribo, tampoco se encontró su avión o su cuerpo recuperado. Como resultado, el destino de Leonid ha sido objeto de muchas especulaciones. Una teoría sostiene que Leonid sobrevivió al choque y que colaboró con los alemanes y cuando fue capturado por los soviéticos, Stalin ordenó que lo ejecutaran a pesar de que Nikita Jrushchov suplicó por su vida. Este supuesto asesinato es usado para explicar por qué Jrushchov denunció posteriormente a Stalin en el discurso secreto. Si bien no hay pruebas que respalden este relato en los archivos soviéticos, algunos historiadores sostienen que el archivo de Leonid Jrushchov fue alterado después de la guerra. En años posteriores, el compañero de vuelo de Leonid Jrushchov declaró que vio a su avión desintegrarse, pero no lo reportó. El biógrafo de Jrushchov, Taubman, especuló que esta omisión la hizo probablemente para evitar la posibilidad de ser visto como cómplice de la muerte del hijo de un miembro del Politburó. A mediados de 1943, la esposa de Leonid, Liuba Jrushchova, fue arrestada por acusaciones de espionaje y sentenciada a cinco años en un campo de trabajo y su hijo (de otra relación), Tolya, fue colocado en una serie de orfanatos. La hija de Leonid, Julia, fue criada por Nikita Jrushchov y su esposa.
Después de que la Operación Urano obligara a los alemanes a retirarse, Jrushchov sirvió en otros frentes de la guerra. Estuvo conectado a las tropas soviéticas en la batalla de Kursk en julio de 1943, que se convirtió en la última gran ofensiva alemana en territorio soviético. Jrushchov relató que interrogó a un desertor de las SS, descubriendo que los alemanes planeaban un ataque—una afirmación desestimada por su biógrafo, Taubman, como "casi seguro exagerada". Acompañó a las tropas soviéticas que tomaron Kiev en noviembre de 1943, entrando en la ciudad destrozada cuando las fuerzas soviéticas expulsaron a las tropas alemanas. Mientras las fuerzas soviéticas avanzaban por Europa e iban acumulando éxitos, empujando a los nazis hacia el oeste en dirección a Alemania, Nikita Jrushchov se involucró cada vez más en los trabajos de reconstrucción en Ucrania. Fue nombrado Primer ministro de la República Socialista Soviética de Ucrania, además de su cargo anterior del partido, uno de los pocos casos en que los cargos de líder del partido ucraniano y líder de la administración pública correspondieron a una única persona.
Según el biógrafo de Jrushchov, William Tompson, es difícil evaluar el registro de guerra de Jrushchov, ya que actuó más a menudo como parte de un consejo militar y no es posible saber hasta qué medida influyó en las decisiones, en lugar de firmar las decisiones de oficiales del ejército. Sin embargo, Tompson apunta al hecho de que las pocas menciones de Jrushchov en las memorias militares publicadas durante la época de Brézhnev fueron por lo general favorables, un período en el que era "apenas posible hablar de Jrushchov en publicaciones de cualquier contexto". Tompson sugirió que estas menciones favorables indican que los oficiales del ejército mantenían un gran respeto por Jrushchov.

## Ascenso al poder

### Retorno a Ucrania

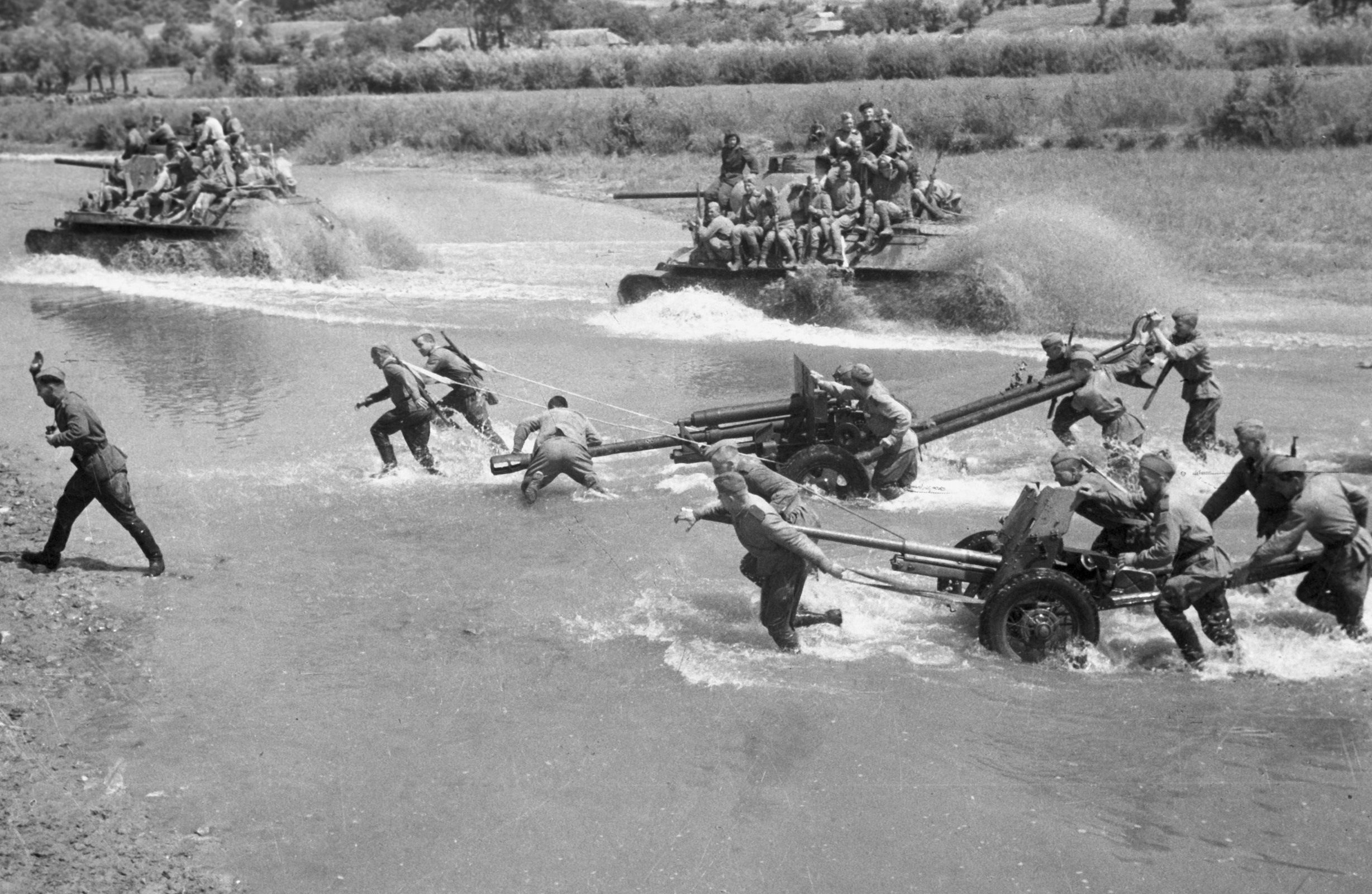
Tropas del Primer Frente Ucraniano atraviesan un río en 1944, la RSS de Ucrania fue liberada de los nazis entre 1943 y 1944; Jrushchov volvería a Ucrania en 1943.

Casi toda Ucrania había sido ocupada por los alemanes, y Jrushchov regresó a su tierra a finales de 1943 para encontrarse con una Ucrania devastada. La industria de Ucrania había sido destruida y la agricultura enfrentaba una escasez crítica. A pesar de que millones de ucranianos habían sido llevados a Alemania como trabajadores o prisioneros de guerra, hubo suficientes viviendas para quienes permanecieron. Uno de cada seis ucranianos fueron asesinados en la Segunda Guerra Mundial.
Jrushchov intentó reconstruir Ucrania, pero también deseaba terminar el trabajo interrumpido de implantar el sistema soviético, aunque esperaba que las purgas de los años 1930 no se repitieran. Cuando Ucrania fue recuperada, se impuso el servicio militar obligatorio y 750 000 hombres con edades comprendidas entre diecinueve y cincuenta años tuvieron una mínima formación militar y fueron enviados a unirse al Ejército Rojo. Otros ucranianos se unieron a las fuerzas partisanas, buscando una Ucrania independiente. Jrushchov corrió de distrito a distrito través de Ucrania, instando a la empobrecida fuerza laboral hacia mayores esfuerzos. Hizo una breve visita a su ciudad natal de Kalínovka, encontrando a una población hambrienta, que contaba con solo un tercio de los hombres que habían regresado desde su ingreso al Ejército Rojo. Jrushchov hizo lo que pudo para ayudar a su ciudad natal. Pero a pesar de sus esfuerzos, en 1945, la industria ucraniana producía solo una cuarta parte que antes de la guerra y la cosecha también se había reducido hasta drásticamente, cuando la totalidad del territorio ucraniano todavía no se había recuperado.
En un esfuerzo por aumentar la producción agrícola, los koljoses (granjas colectivas) estaban facultados para expulsar a los residentes que no trabajaran al mismo ritmo que los demás. Los líderes de los koljoses usaron esto como excusa para expulsar a sus enemigos personales, a los inválidos y a los ancianos, y cerca de 12 000 personas fueron enviadas a la parte oriental de la Unión Soviética. Jrushchov vio a esta política como muy efectiva y le recomendó a Stalin su adopción en otros lugares. También trabajó para implantar la colectivización en Ucrania occidental. Mientras que Jrushchov esperaba lograrlo hacia 1947, la falta de recursos y la resistencia armada de los partisanos retrasaron el proceso. Los partisanos, muchos de los cuales lucharon como el Ejército Insurgente Ucraniano (EIU), fueron derrotados poco a poco, ya que la policía y el ejército soviético informaron haber matado a 110 825 «bandidos» y capturado a un cuarto de millón más entre 1944 y 1946. Alrededor de 600 000 ucranianos occidentales fueron detenidos entre 1944 y 1952, con un tercio ejecutados y el resto encarcelados o exiliados hacia el este.
Los años de guerra de 1944 y 1945 habían visto las malas cosechas obtenidas, y en 1946 vieron una intensa y larga huelga en Ucrania y Rusia occidental. A pesar de esto, las granjas colectivas y estatales debían entregar más del 52% de la cosecha al Gobierno. El Gobierno soviético trató de recoger la mayor cantidad de granos posible con el fin de suministrar a sus aliados comunistas en Europa oriental. Jrushchov estableció como objetivos la consecución de altas cuotas, llevando a Stalin a esperar una cantidad exageradamente grande de granos procedentes de Ucrania. Los alimentos fueron racionados—pero los trabajadores rurales no agrícolas a lo largo de la URSS no recibieron tarjetas de racionamiento. El hambre se concentraba principalmente en las regiones rurales remotas y fue poco observada fuera de la Unión Soviética. Jrushchov, dándose cuenta de la situación desesperada a finales de 1946, hizo reiterados llamamientos a Stalin para que enviara ayuda, viendo la ira y resistencia por parte del líder. Cuando las cartas dirigidas a Stalin no tuvieron ningún efecto, Jrushchov voló a Moscú y le expuso su caso en persona. Finalmente Stalin le dio a Ucrania una ayuda alimentaria limitada y dinero para establecer comedores gratuitos. Sin embargo, la posición política de Jrushchov había sido dañada, y en febrero de 1947, Stalin sugirió que Lázar Kaganóvich fuera enviado a Ucrania para "ayudar" a Jrushchov. Al mes siguiente, el Comité Central ucraniano había eliminado a Jrushchov como líder del partido en favor de Kaganóvich, aunque lo mantuvo como primer ministro.

Mapa de la RSS de Ucrania en la Unión Soviética, incluida la zona de Crimea que perteneció a la RSFS de Rusia hasta 1954

Poco después de que Kaganóvich llegara a Kiev, Jrushchov enfermó y apenas fue visto hasta septiembre de 1947. En sus memorias, Jrushchov indicó que tenía neumonía; algunos biógrafos han teorizado que la enfermedad de Jrushchov era totalmente política, por temor a que la pérdida de su posición fuera el primer paso hacia la ruina y desaparición. Sin embargo, los hijos de Jrushchov ratificaron la versión de su padre, recordando que su padre si estuvo gravemente enfermo. Una vez que Jrushchov fue capaz de levantarse de la cama, él y su familia tomaron sus primeras vacaciones desde antes del inicio de la guerra, a un hotel frente al mar en Letonia. Sin embargo, Jrushchov pronto rompió la rutina de playa, viajes y cacerías de patos y preparó una visita a la nueva ciudad soviética de Kaliningrado, donde visitó fábricas y minas. A finales de 1947, Kaganóvich fue llamado por Moscú y el recuperado Jrushchov fue devuelto a su puesto de secretario general. Luego renunció al cargo de primer ministro ucraniano a favor de Demián Korótchenko, su protegido.
Los últimos años de Jrushchov en Ucrania fueron en general pacíficos, con el sector industrial recuperándose, las fuerzas soviéticas superando a los partisanos y en los años de 1947 y 1948 viendo unas esperadas y mejores cosechas. La colectivización avanzó en Ucrania occidental, y Jrushchov implementó más políticas que alentaban la colectivización y desalentaban las granjas privadas. Esto a veces fracasó, sin embargo un impuesto sobre las explotaciones ganaderas privadas hizo que los campesinos sacrificaran a su ganado. Con la idea de eliminar las diferencias en la calidad y forma de vida entre la ciudad y el campo y transformar al campesinado en un "proletariado rural", Jrushchov concibió la idea de la "agro-ciudad". En lugar de que los trabajadores agrícolas vivieran en aldeas cercanas a las granjas, iban a vivir más lejos en grandes ciudades que les ofrecerían servicios municipales como hospitales y bibliotecas, que no estaban presentes en las aldeas. Completó solo una de esas ciudades antes de su regreso en diciembre de 1949 a Moscú; se lo dedicó a Stalin como un regalo con motivo de su 70.º cumpleaños.
En sus memorias, Jrushchov habló muy bien de Ucrania, donde gobernó durante más de una década:

Voy a decir que el pueblo ucraniano me trató bien. Recuerdo con gusto los años que pasé allí. Este fue un período lleno de responsabilidades, pero agradable porque trajo satisfacciones ... Pero lejos de querer inflar mi importancia. Todo el pueblo ucraniano estaba realizando grandes esfuerzos ... Atribuyo los éxitos de Ucrania a los ucranianos en su conjunto. No me extenderé más sobre este tema, pero en principio es muy fácil de demostrar. Yo mismo me rusifiqué, y no quiero ofender a los rusos.

### Durante los últimos años de Stalin
Jrushchov atribuyó su regreso a Moscú al trastorno mental de Stalin, que temía conspiraciones en Moscú coincidentes con las que el gobernante creyó que habían ocurrido en el caso inventado de Leningrado, en el que muchos de los funcionarios del partido de la ciudad habían sido falsamente acusados de traición. Jrushchov ejerció nuevamente como líder del partido en Moscú, tanto del óblast como de la ciudad misma. El biógrafo de Jrushchov, Taubman, sugirió que Stalin probablemente había llamado a Jrushchov de nuevo a Moscú para equilibrar la influencia de Gueorgui Malenkov y el jefe de seguridad Lavrenti Beria, que fueron ampliamente considerados como los herederos de Stalin.
En este momento, el envejecido Stalin raramente convocaba  reuniones del partido. Por el contrario, gran parte del trabajo de alto nivel del Gobierno se llevó a cabo en las cenas organizadas por Stalin. Estas sesiones, a las que asistían Beria, Malenkov, Jrushchov, Kaganóvich, Kliment Voroshílov, Viacheslav Mólotov y Nikolái Bulganin y que comprendían el círculo interno de Stalin, comenzaban con proyecciones de películas de vaqueros, favoritas de Stalin, que al ser robadas de Occidente, carecían de subtítulos. Stalin tenía la comida servida en torno a la 1 a. m., e insistía en que sus subordinados permanecieran con él y bebieran hasta el amanecer. En una ocasión, Stalin hizo que Jrushchov, que en ese momento tenía casi sesenta años, bailara una danza tradicional de Ucrania. Jrushchov, lo hizo, diciendo más tarde: "Cuando Stalin dice baile, un hombre sabio baila." Jrushchov intentaba echarse una siesta durante el almuerzo para no quedarse dormido en la presencia de Stalin; ya que en sus memorias señaló que, "las cosas fueron mal para aquellos que se quedaron dormidos en la mesa de Stalin."
En 1950, Jrushchov comenzó un programa de vivienda a gran escala para Moscú. Una gran parte de las viviendas eran en forma de edificios de apartamentos de cinco o seis pisos, que llegaron a ser omnipresentes en toda la Unión Soviética; muchas permanecen en uso hoy en día. Jrushchov utilizó hormigón prefabricado reforzado, lo que aceleró enormemente la construcción. Estas estructuras fueron completadas tres veces más rápido que las viviendas construidas en Moscú entre 1946 y 1950, pero carecían de ascensores y balcones y fueron apodadas Jrushchoby por el público, derivada de un juego de palabras con la palabra rusa para chabolas, trushchoby. Casi 60 millones de residentes de las ex repúblicas soviéticas siguen viviendo en estos edificios.
En sus nuevas posiciones, Jrushchov continuó con su plan de consolidación de los koljós, disminuyendo el número de granjas colectivas en la provincia de Moscú en un 70% aproximadamente. Esto dio lugar a granjas que eran demasiado grandes para que un único presidente las administrara con eficacia. Jrushchov también intentó aplicar su propuesta de la agro-ciudad, pero cuando su largo discurso sobre el tema fue publicado en Pravda en marzo de 1951, Stalin lo desaprobó. Rápidamente, el periódico publicó una nota afirmando que el discurso de Jrushchov había sido simplemente una propuesta, no una política. En abril, el Politburó desautorizó la propuesta de la agro-ciudad. Jrushchov temía que Stalin lo expulsara del cargo, pero el líder se burló de Jrushchov y, a continuación, permitió que el episodio se olvidara sin consecuencias.
El 1 de marzo de 1953, Stalin sufrió un derrame cerebral, aparentemente cuando se levantaba tras haber estado durmiendo. Stalin había dejado órdenes de no ser molestado, y pasaron doce horas hasta que se descubrió su condición. A pesar de que los aterrorizados médicos intentaron tratarlo, Jrushchov y sus colegas se ocuparon de un intenso debate acerca del nuevo gobierno. El 5 de marzo, Stalin falleció.
Jrushchov hizo la siguiente reflexión sobre Stalin en sus memorias:

"Stalin llamó a todos los que no estaban de acuerdo con él  "enemigos del pueblo". Dijo que  querían restaurar el viejo orden, y para ello, "los enemigos del pueblo" se habían vinculado con las fuerzas de la reacción internacional. Como resultado, cientos de miles de personas honestas perecieron. Todo el mundo vivió con miedo en esos días. Todo el mundo pensaba que en cualquier momento golpearían la puerta a mitad de la noche y que ese golpe resultaría fatal ... Las personas que no le agradaban a Stalin fueron aniquiladas, miembros honrados del partido, gente intachable, trabajadores leales y a favor de nuestra causa que habían pasado por la escuela de la lucha revolucionaria bajo el liderazgo de Lenin. Esto fue una arbitrariedad absoluta y completa. ¿Y ahora todo esto debe ser perdonado y olvidado? ¡Nunca!"

### Lucha por el control
El 6 de marzo de 1953, se anunció la muerte de Stalin, al igual que el nuevo liderazgo. Malenkov se convirtió en el nuevo presidente del Consejo de Ministros, con Beria (quien consolidó su control sobre los organismos de seguridad), Kaganóvich, Bulganin y el ex ministro de Relaciones Exteriores Viacheslav Mólotov como primer vicepresidente del Consejo de Ministros. Los miembros del Presidium del Comité Central que habían sido recientemente promovidos por Stalin fueron depuestos. Jrushchov fue relevado de sus funciones como líder del partido de Moscú para concentrarse en tareas no especificadas en el Comité Central del Partido. El The New York Times listó a Malenkov como primero y a Beria como segundo entre los diez hombres del Presidium—y a Jrushchov como último. El 14 de marzo, Malenkov renunció a la Secretaría del Comité Central. En septiembre, Jrushchov fue elegido por el Comité Central como Primer Secretario del Partido.
Incluso antes de que Stalin hubiera sido sepultado, Beria inició una larga serie de reformas que rivalizaron con las de Jrushchov durante su período de poder e incluso con las de Mijaíl Gorbachov un tercio de siglo más tarde. Las propuestas de Beria fueron diseñadas para denigrar a Stalin y pasarle la culpa por sus propios crímenes al fallecido líder. Una propuesta, que fue aprobada, fue una amnistía que desembocaría en la liberación de más de un millón de prisioneros. Otra, que no fue aprobada, fue liberar la Alemania Oriental en una Alemania unida y neutral a cambio de una compensación de Occidente—una propuesta considerada por Jrushchov como anticomunista. Jrushchov se alió con Malenkov para bloquear muchas de las propuestas de Beria, mientras que los dos lentamente obtuvieron el apoyo de otros miembros del Presidium. Su campaña contra Beria fue favorecida por el temor de que Beria estaba planeando un golpe militar, y, según Jrushchov en sus memorias, por la convicción de que "Beria estaba preparando sus cuchillos para nosotros."
El 26 de junio de 1953 Beria fue arrestado en una reunión del Presidium, tras extensos preparativos militares de Jrushchov y sus aliados. Beria fue juzgado en secreto y ejecutado en diciembre de 1953 junto a cinco de sus colaboradores más cercanos. La ejecución de Beria resultó ser la última vez que el perdedor de una lucha por el poder de alto nivel en la URSS pagó con su vida.
La lucha por el poder en el Presidium no fue resuelta con la eliminación de Beria. El poder de Malenkov estaba en el aparato central del Estado, que trató de extender a través de la reorganización del Gobierno, dándole más poder a otros sectores del partido. También buscó el apoyo del público mediante la reducción de los precios minoristas y reduciendo el nivel de las ventas de bonos a los ciudadanos, que habían sido durante mucho tiempo  obligatorias. Jrushchov, por otro lado, con su base de poder en el partido, buscó tanto fortalecer al partido como su posición dentro de él. Mientras que, bajo el sistema soviético, el partido iba a ser preeminente, ya que había sido enormemente drenado de poder por Stalin, que había dado gran parte de ese poder a sí mismo y al Politburó (más tarde, al Presidium). Jrushchov vio que con el Presidium en conflicto, el partido y su Comité Central podrían ser nuevamente poderosos. Jrushchov cultivó cuidadosamente a altos funcionarios del partido y fue capaz de nombrar a partidarios como líderes locales del partido, que luego tomaron asientos en el Comité Central.
Jrushchov se presentó como un activista con los pies en la tierra preparado para asumir cualquier reto, contrastando con Malenkov que, aunque era sofisticado, apareció descolorido. Jrushchov logró disponer al Kremlin para ser abierto al público, un acto con "gran resonancia pública". Mientras que tanto Malenkov como Jrushchov buscaron reformas para la agricultura, las propuestas de Jrushchov eran más amplias e incluyeron la campaña de tierras vírgenes, en la que cientos de miles de jóvenes voluntarios serían asentados y cultivarían áreas de Siberia occidental y el norte de Kazajistán. Pero aunque finalmente el sistema se convirtió en un enorme desastre para la agricultura soviética, fue inicialmente exitoso. Además, Jrushchov poseía información incriminatoria de Malenkov, tomada de los archivos secretos de Beria. A medida que los fiscales soviéticos investigaron las atrocidades de los últimos años de Stalin, incluyendo al caso de Leningrado, se cruzaron con pruebas de la participación de Malenkov. A partir de febrero de 1954, Jrushchov reemplazó a Malenkov en el asiento de honor de las reuniones del Presidium; en junio, Malenkov dejó de encabezar la lista de miembros del Presidium, que a partir de entonces fue organizada por orden alfabético. La influencia de Jrushchov siguió aumentando, ganando la lealtad de los jefes locales del partido y con su nombramiento al frente de la KGB.
En una reunión del Comité Central en enero de 1955, Malenkov fue acusado de participar en atrocidades y el Comité aprobó una resolución que lo acusaba de estar involucrado en el caso de Leningrado y de facilitar el ascenso de Beria al poder. Al mes siguiente, durante una sesión del Sóviet Supremo en gran medida ceremonial, Malenkov fue destituido en favor de Bulganin, para sorpresa de los observadores occidentales. Malenkov permaneció en el Presidium como ministro de centrales eléctricas. Según el biógrafo de Jrushchov, William Tompson, "la posición de Jrushchov como principal entre los miembros del liderazgo colectivo era ahora más allá de cualquier duda razonable."

## Líder (1955-1964)

### Políticas nacionales

#### Consolidación del poder; Discurso secreto
Después de la deposición de Malenkov, Jrushchov y Mólotov inicialmente trabajaron juntos y el viejo ministro de relaciones exteriores propuso incluso que Jrushchov, y no Bulganin, reemplazara a Malenkov como presidente del Consejo de Ministros. Sin embargo, Jrushchov y Mólotov diferían cada vez más en la política. Mólotov se opuso a la política de tierras vírgenes, proponiendo cuantiosas inversiones para incrementar los rendimientos en las zonas agrícolas desarrolladas, pero Jrushchov sintió que no era factible debido a la falta de recursos y a la falta de una fuerza de trabajo sofisticada. Ambos diferían sobre la política exterior; poco después de que Jrushchov asumiera el poder, buscó un tratado de paz con Austria, que le permitiría sacar a las tropas soviéticas después de la ocupación de una parte del país. Mólotov se resistía, pero aun así Jrushchov organizó una delegación austríaca para venir a Moscú a negociar el tratado. Aunque Jrushchov y otros miembros del Presidium atacaron a Mólotov en una reunión del Comité Central a mediados de 1955, acusándolo de llevar a cabo una política exterior que colocó al mundo en contra de la URSS, Mólotov se mantuvo en su cargo.
A finales de 1955, miles de presos políticos habían regresado a casa y contaron sus experiencias en los campos de trabajo del Gulag. La investigación realizada sobre los abusos mostró el amplio alcance de los crímenes de Stalin a sus sucesores. Jrushchov creía que una vez que la mancha del estalinismo fuera eliminada, el partido inspiraría la lealtad entre las personas. A partir de octubre de 1955, Jrushchov luchó para dar a conocer a los delegados en el próximo XX Congreso del Partido acerca de los crímenes de Stalin. Algunos de sus colegas, incluyendo Mólotov y Malenkov, se opusieron a la divulgación y lograron persuadirlo para que hiciera sus observaciones en una sesión cerrada.
El XX Congreso del Partido comenzó el 14 de febrero de 1956. En sus primeras palabras de su discurso inicial, Jrushchov denigró a Stalin pidiéndole a los delegados que se levantaran en honor de los dirigentes comunistas que habían muerto desde el último Congreso, y lo nombró, igualándolo con el borracho Klement Gottwald y con el poco conocido Kyuichi Tokuda. En la madrugada del 25 de febrero, Jrushchov pronunció lo que pasó a ser conocido como el "discurso secreto" ante una sesión cerrada del Congreso que se limitó a los delegados soviéticos. En cuatro horas, demolió la reputación de Stalin. Jrushchov señaló en sus memorias que "el Congreso me escuchó en silencio. Como dice el refrán, se podría haber oído caer un alfiler. Todo era muy repentino e inesperado". Jrushchov les dijo a los delegados:

"Es aquí que Stalin demostró en una gran serie de casos su intolerancia, su brutalidad y su abuso de poder ... a menudo eligió el camino de la represión y la aniquilación física, no sólo contra los enemigos reales, sino también contra las personas que no habían cometido ningún crimen contra el partido o el Gobierno soviético."

Localización de los campos de trabajo del sistema Gulag de acuerdo con los datos de la fundación «Memorial». Con la llegada de Jrushchov al poder su número fue descendiendo hasta su completa desaparición en 1960

Mientras que el discurso secreto, no cambió fundamentalmente la sociedad soviética, tuvo amplias repercusiones. El discurso fue un factor en los disturbios en Polonia y la revolución en Hungría en 1956, pero además los defensores de Stalin organizaron cuatro días de disturbios en su Georgia natal en junio, pidiendo la renuncia de Jrushchov y que Mólotov asumiera el cargo. En las reuniones donde se leyó el discurso secreto, los comunistas pedían hacer condenas aún más severas de Stalin (y de Jrushchov) e incluso convocar elecciones multipartidistas. Sin embargo, Stalin no fue denunciado públicamente, y su retrato siguió siendo generalizado a través de la Unión Soviética, desde los aeropuertos hasta la oficina de Jrushchov en el Kremlin. Mijaíl Gorbachov, entonces un funcionario del Komsomol, recordó que, aunque los soviéticos jóvenes y con buena formación de su distrito estaban entusiasmados por el discurso, muchos otros lo condenaron, tanto en defensa de Stalin como por ver poco sentido en desenterrar el pasado. Cuarenta años más tarde, después de la disolución de la Unión Soviética, Gorbachov aplaudió a Jrushchov por su valentía al tomar ese enorme riesgo político y por mostrarse a sí mismo como "hombre de moral después de todo".
El término "discurso secreto" ha probado ser totalmente inapropiado. Mientras que los asistentes en el discurso fueron todos soviéticos, los delegados del Bloque del Este fueron autorizados a oírlo la noche siguiente, lo leyó despacio para permitirles tomar notas. El 5 de marzo, las copias estaban siendo enviadas a lo largo de la Unión Soviética, marcadas como "no dirigidas a la prensa" en lugar de "alto secreto". Una traducción oficial apareció al cabo de un mes en Polonia; los polacos imprimieron 12 000 copias extra, una de las cuales llegó pronto a Occidente. El hijo de Jrushchov, Serguéi, más tarde escribió: "Claramente, mi padre trató de asegurar que llegara a la mayor cantidad de oídos posible. Pronto fue leído en reuniones del Komsomol; eso significaba otros dieciocho millones de oyentes. Si se incluyen a sus familiares, amigos y conocidos, se podría decir que todo el país se familiarizó con el discurso ... La primavera apenas había comenzado cuando el discurso empezó a circular alrededor del mundo."

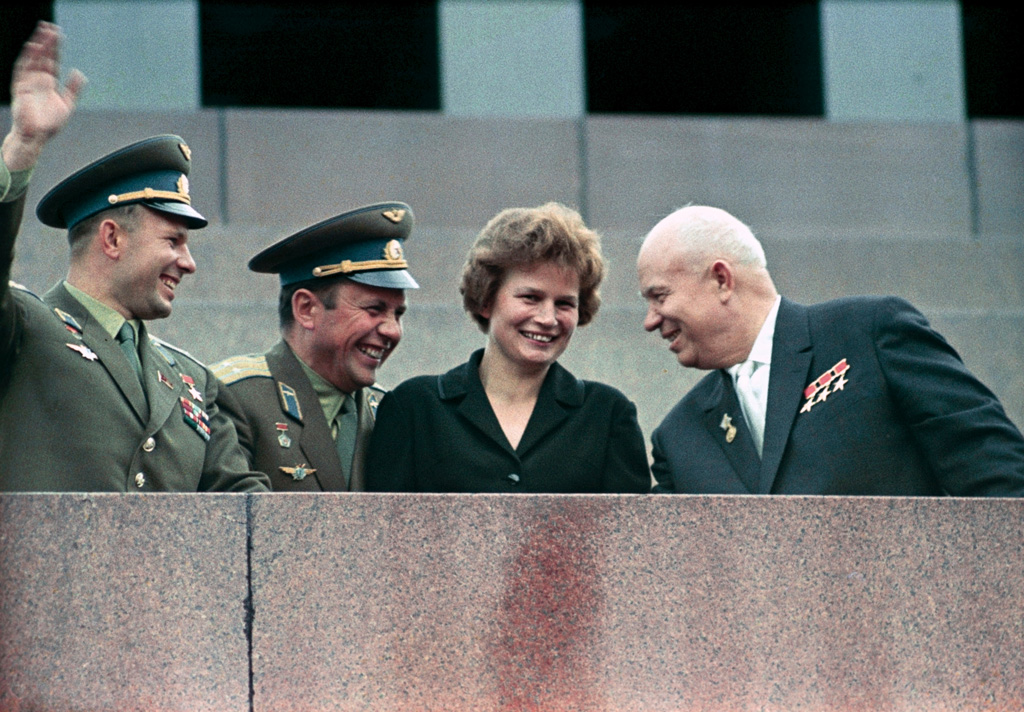
Nikita Jrushchov (derecha) junto a los cosmonautas Valentina Tereshkova, Pável Popóvich (centro) y Yuri Gagarin en el Mausoleo de Lenin durante un desfile por el éxito de los vuelos espaciales del Vostok-5 y el Vostok-6, junio de 1963

La minoría anti-Jrushchov en el Presidium se incrementó por los que se oponían a sus propuestas de descentralizar la autoridad sobre la industria, ya que golpeó en el núcleo de la base de poder de Malenkov. Durante la primera mitad de 1957, Malenkov, Mólotov y Kaganóvich trabajaron silenciosamente consiguiendo apoyo para despedir a Jrushchov. En una reunión del Presidium el 18 de junio en la que dos partidarios de Jrushchov estaban ausentes, los conspiradores se inclinaron a que Bulganin, quien se había sumado al esquema, asumiera la presidencia y propusiera otros movimientos que efectivamente depusieran a Jrushchov y colocaran a ellos mismos en el control. Jrushchov se opuso alegando que no todos los miembros del Presidium habían sido notificados, una objeción que habría sido rechazada rápidamente si Jrushchov no tuviera el control firme sobre las fuerzas armadas, a través del Ministro de Defensa Gueorgui Zhúkov, y los departamentos de seguridad. Se llevaron a cabo largas reuniones del Presidium, continuadas durante varios días. Cuando la noticia de la lucha por el poder se filtró, los miembros del Comité Central, que era controlado por Jrushchov, acudieron a Moscú, muchos volaron hacia allí a bordo de aviones militares y pidiendo ser admitidos en la reunión. Si bien no fueron admitidos, hubo pronto la suficiente cantidad de miembros del Comité Central en Moscú para convocar un Congreso del Partido de emergencia, que efectivamente obligó a que la dirigencia permitiera una reunión del Comité Central. En esa reunión, los tres principales conspiradores fueron apodados como el Grupo Anti-Partido, que fueron acusados de faccionalismo y complicidad con los crímenes de Stalin. Los tres fueron expulsados del Comité Central y del Presidium, como también lo fue el exministro de Relaciones Exteriores y además protegido de Jrushchov, Dmitri Shepílov, quien se había unido en el último momento al complot. Mólotov fue enviado como embajador a Mongolia; los demás fueron enviados a la cabeza de las instalaciones industriales e institutos lejos de Moscú.
El mariscal Zhúkov fue recompensado por su apoyo con su nombramiento como miembro de pleno derecho en el Presidium, pero Jrushchov temía por su popularidad y su poder. En octubre, el ministro de Defensa fue enviado a una gira por los Balcanes, mientras que Jrushchov arregló un encuentro del Presidium para destituirlo. Zhúkov se enteró de lo que estaba sucediendo y apresuró su regreso a Moscú, solo para ser notificado formalmente de su despido. En una reunión del Comité Central algunas semanas más tarde, no se dijo una palabra en defensa de Zhúkov. Jrushchov completó la consolidación del poder mediante la organización del despido de Bulganin como Presidente del Consejo de Ministros en favor de sí mismo (Bulganin fue nombrado para encabezar el Gosbank) y a través del establecimiento de un Consejo de Defensa de la URSS, dirigido por él mismo, se convirtió eficazmente en el comandante en jefe. A pesar de que Jrushchov era ahora preeminente, no gozaba del poder absoluto de Stalin.

#### La liberalización y las artes
Después de asumir el poder, Jrushchov permitió una modesta cantidad de libertad en las artes. La obra de Vladímir Dudíntsev No sólo de pan vive el hombre, que trata sobre un ingeniero idealista opuesto por rígidos burócratas, pudo ser publicada en 1956, aunque Jrushchov criticó a la novela y dijo de ella que era "falsa en su base". Sin embargo, en 1958, Jrushchov ordenó un ataque feroz contra Borís Pasternak tras su novela Doctor Zhivago que fue publicada en el extranjero (se le negó el permiso de publicar en la Unión Soviética). Pravda describió a la novela como un "trabajo comercial de baja calidad reaccionario", y el autor fue expulsado de la Unión de Escritores. Para empeorar las cosas (desde la perspectiva de Jrushchov), Pasternak fue galardonado con el Premio Nobel de Literatura, y bajo una gran presión, lo rechazó. En sus memorias, Jrushchov declaró que agonizó por la novela, estuvo a punto de permitir su publicación, y después lamentó no haberlo hecho. Tras su caída del poder, Jrushchov obtuvo una copia de la novela y la leyó (antes había leído solo fragmentos) y señaló, "No deberíamos haberla prohibido. Tendría que haberla leído. No hay nada antisoviético en ella."
Jrushchov creía que la URSS podría igualar el nivel de vida de Occidente y no tuvo miedo de permitir a los ciudadanos soviéticos ver los logros occidentales. Stalin había permitido que pocos turistas entraran a la Unión Soviética y que pocos soviéticos viajaran al exterior. En cambio, Jrushchov permitió que los soviéticos viajaran (más de 700 000 ciudadanos soviéticos viajaron al extranjero en 1957) y permitió que los extranjeros visitaran la Unión Soviética, donde los turistas se convirtieron en temas de inmensa curiosidad. En 1957, Jrushchov autorizó que el VI Festival Mundial de la Juventud y los Estudiantes se celebrara en Moscú durante ese verano. Instruyó a los funcionarios del Komsomol a "recibir a los invitados extranjeros con los brazos abiertos". El resultante "carnaval socialista" involucró a más de tres millones de moscovitas, que se unieron a 30 000 jóvenes visitantes extranjeros en eventos que comprendían desde grupos de discusión en toda la ciudad hasta eventos en el propio Kremlin. Según el historiador Vladislav Zubok, el festival "destrozó los clichés propagandísticos" acerca de los occidentales al permitir que los moscovitas los vieran por sí mismos.
En 1962, Jrushchov fue impresionado por la obra Un día en la vida de Iván Denísovich de Aleksandr Solzhenitsyn y persuadió al Presidium para permitir su publicación. Este renovado deshielo finalizó el 1 de diciembre de 1962, cuando Jrushchov fue llevado a la Galería Manezh para ver una exposición que incluía una serie de obras vanguardistas. Al verlas, Jrushchov explotó con ira, describiendo las obras como "mierda de perro", y proclamando que "un burro podría hacer mejor arte con su cola". Una semana más tarde, Pravda publicó un llamado a la pureza artística. Pero cuando los escritores y cineastas defendieron a los pintores, Jrushchov expresó su enojo con ellos. Sin embargo, a pesar de la furia del primer ministro, ninguno de los artistas fue detenido o exiliado. La exposición de la Galería Manezh permaneció abierta durante algún tiempo después de la visita de Jrushchov y experimentó un aumento considerable en la asistencia tras el artículo publicado en Pravda.

#### Reforma política
Durante el gobierno de Jrushchov se reemplazó el concepto de que la URSS era una dictadura del proletariado por el nuevo término de «Estado de todo el pueblo».
Bajo Jrushchov, fueron abolidos los tribunales especiales operados por los organismos de seguridad. Estos tribunales (conocidos como troikas), a menudo habían ignorado las leyes y los procedimientos. Bajo las reformas, ningún procesamiento por un delito político podría ser llevado siquiera ante los tribunales ordinarios a menos que fuera aprobado por el comité local del partido. Esto rara vez sucedió; bajo Jrushchov no hubo juicios políticos importantes y en la mayor parte de los procesos políticos en general. En cambio, otras sanciones fueron impuestas a los disidentes, incluyendo la pérdida del empleo o lugar en la universidad o la expulsión del partido. Durante el Gobierno de Jrushchov, se introdujo la hospitalización forzada por "peligrosidad social". Según el autor Roy Medvédev, quien escribió un análisis inicial sobre los años de Jrushchov en el poder, "el terror político como un método cotidiano del Gobierno fue reemplazado por la vía administrativa de represión bajo Jrushchov".
En 1958, Jrushchov abrió una reunión del Comité Central a cientos de funcionarios soviéticos; incluso a algunos se les permitió hablar en la reunión. Por primera vez, las reuniones del Comité se hicieron públicas en forma de libro; una práctica que fue seguida en las reuniones posteriores. Sin embargo, esta apertura, en realidad permitió un mayor control de Jrushchov sobre el Comité, ya que cualquier disidente tendría que exponer sus argumentos delante de una enorme y desaprobante multitud.
En 1962, Jrushchov dividió los comités del partido de los niveles óblast (provinciales) en dos estructuras paralelas, una para la industria y otra para la agricultura. Esto fue impopular entre los apparátchiks del partido y dio lugar a confusiones en la línea de mando, ya que ni el secretario del comité tenía prioridad sobre el otro. Como había un número limitado de asientos del Comité Central por cada óblast, la división establecía la posibilidad de rivalidades por cargos entre las facciones y, según Medvédev, existió el potencial para comenzar un sistema bipartidista. Jrushchov también ordenó que un tercio de los miembros de cada comité, desde los consejos de bajo nivel hasta el propio Comité Central, fueran sustituidos en cada elección. Este decreto provocó tensión entre Jrushchov y el Comité Central y molestó a los dirigentes del partido que sobre cuyo apoyo Jrushchov había subido al poder.

#### Política agrícola

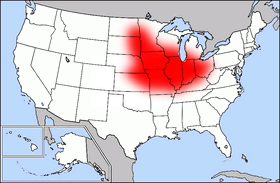
Cinturón maicero estadounidense, Jrushchov intentó emularlo con la plantación de miles de hectáreas de maíz

Desde la década de 1940, Jrushchov defendía el cultivo de maíz en la Unión Soviética. Estableció un instituto de maíz en Ucrania y ordenó a miles de hectáreas para ser plantadas con maíz en las tierras vírgenes. En febrero de 1955, Jrushchov pronunció un discurso en el que abogó por un cinturón de maíz al estilo del de Iowa en la Unión Soviética, y una delegación soviética visitó el estado estadounidense durante ese verano. Mientras que su intención era visitar solo pequeñas explotaciones, el jefe de la delegación se acercó al productor y vendedor de maíz Roswell Garst, quien lo convenció para que insistiera en visitar su enorme granja. Garst visitó la Unión Soviética en septiembre, donde se convirtió en un gran amigo de Jrushchov y le vendió a la URSS 5000 toneladas de semillas de maíz. Garst le aconsejó a los soviéticos que cultivaran el maíz en el sur del país y que se aseguraran de tener suficientes reservas de fertilizantes, insecticidas y herbicidas. Sin embargo, esto no se hizo, ya que Jrushchov intentó sembrar maíz incluso en Siberia y sin los productos químicos necesarios. Mientras que Jrushchov advirtió contra aquellos que "nos quieren hacer plantas de todo el planeta con el maíz", mostró una gran pasión por el maíz, tanto es así que durante su visita a un koljós de Letonia, dijo que algunos en su audiencia probablemente se preguntaron, "¿Será que Jrushchov va a decir algo sobre maíz o no"? Y lo hizo, reprendiendo a los agricultores para que no sembraran más maíz. El experimento con el maíz no tuvo un gran éxito, y más tarde escribió que los funcionarios demasiado entusiastas, que querían complacerlo, habían sobreplantado sin sentar las bases adecuadas, y "como resultado el maíz fue desacreditado como cultivo de ensilado—así como yo".
Jrushchov intentó abolir las estaciones de máquinas y tractores (EMT) que no solo poseían la mayor parte de las grandes máquinas agrícolas como tractores y cosechadoras, sino también los servicios como la labranza, y la transferencia de sus equipos y funciones a los koljoses y sovjoses (granjas estatales). Luego de una exitosa prueba donde las EMT sirvieron en un koljós grande cada una, Jrushchov ordenó una transición gradual—pero ordenó que el cambio se produjera con una gran rapidez. Al cabo de tres meses, más de la mitad de las instalaciones de EMT se habían cerrado, y los koljoses estaban siendo obligados a comprar el equipo, sin ningún descuento para máquinas antiguas o deterioradas. Los empleados de las EMT, poco dispuestos a unirse a los koljoses y a perder sus beneficios de empleados estatales y el derecho a cambiar sus puestos de trabajo, huyeron a las ciudades, creando una escasez de personal capacitado. Los costos de la maquinaria, además de los costos de construcción de galpones de almacenamiento y depósitos de combustible para el equipo, empobrecieron muchos koljoses. Se hicieron disposiciones inadecuadas para las estaciones de reparación. Sin las EMT, el mercado de equipos agrícolas soviéticos se desintegró, y los koljoses ahora no tenían ni el dinero ni los compradores calificados para adquirir nuevos equipos.
Un asesor de Jrushchov fue Trofim Lysenko, quien prometió un aumento de la producción con una inversión mínima. Esos planes eran atractivos para Jrushchov, que ordenó su implementación. Lysenko logró mantener su influencia sobre Jrushchov a pesar de los repetidos fracasos; como cada propuesta fracasaba, abogaba por otra. La influencia de Lysenko había retrasado enormemente el desarrollo de la ciencia genética en la Unión Soviética. En 1959, Jrushchov anunció el objetivo de superar a los Estados Unidos en la producción de leche, carne y mantequilla. Los funcionarios locales, con el apoyo de Jrushchov, hicieron promesas poco reales de producción. Estas metas se cumplieron al obligar a los agricultores a sacrificar su ganado de cría y por la compra de carne en las tiendas del Estado, luego la reventa retornaba al Gobierno, aumentando artificialmente la producción registrada.
En junio de 1962, los precios de los alimentos se elevaron, especialmente el de la carne y la mantequilla (entre un 25-30%). Esto causó descontento entre la población. En la ciudad meridional rusa de Novocherkask (óblast de Rostov) este descontento se intensificó en una huelga y una revuelta contra las autoridades. La revuelta fue reprimida por los militares que abrieron fuego contra los manifestantes desarmados, durante la llamada masacre de Novocherkask. De acuerdo con los informes oficiales soviéticos, 22 personas murieron y 87 quedaron heridas. Además, 116 manifestantes fueron condenados por su participación y siete de ellos ejecutados. La información sobre la masacre y la rebelión fue suprimida totalmente en la URSS, pero se extendió a través del Samizdat dañando la reputación de Jrushchov en Occidente.
La sequía golpeó a la Unión Soviética en 1963; la cosecha cayó a 107,5 millones de toneladas de granos, cuando en 1958 esta había alcanzado su máximo, 134,7 millones de toneladas. La escasez resultó en filas de espera por comida, un hecho que escapó de las manos de Jrushchov. Reacio a comprar comida de Occidente, pero enfrentando el riesgo de una hambruna generalizada, Jrushchov agotó las reservas de divisas de la nación y gastó parte de las reservas de oro en la compra de granos y otros alimentos

#### Educación
Durante su visita a los Estados Unidos en 1959, Jrushchov quedó muy impresionado con el programa de educación agrícola en la Universidad Estatal de Iowa y trató de imitarlo en la Unión Soviética. En ese momento, la principal Academia agrícola de la Unión Soviética estaba ubicada en Moscú y los estudiantes ni siquiera hacían prácticas agrícolas sobre el terreno. Jrushchov propuso trasladar los programas a las zonas rurales. No tuvo éxito, debido a la resistencia por parte de los profesores y alumnos, que realmente nunca estuvieron en desacuerdo con el primer ministro, ya que no llevó a cabo sus propuestas. Jrushchov recordó en sus memorias: "Es agradable vivir en Moscú y trabajar en la Academia Agrícola Timiryázev. Es una antigua institución venerable, una amplia unidad económica, con instructores calificados, ¡pero está en la ciudad! Sus estudiantes no están anhelando trabajar en las granjas colectivas, porque para hacerlo tendrían que salir a las provincias y vivir lejos de cualquier área metropolitana."
Jrushchov fundó varias ciudades académicas, como Akademgorodok, en Novosibirsk. El primer ministro creía que la ciencia occidental había prosperado debido a que muchos científicos vivían en ciudades universitarias como Oxford, aislados de las distracciones de las grandes ciudades y que además contaban con condiciones de vida agradables y una buena paga. Trató de imitar dichas condiciones en la Unión Soviética. El intento de Jrushchov fue en general exitoso, aunque sus nuevas ciudades y centros científicos tendían a atraer a los científicos jóvenes, pues los mayores no estaban dispuestos a salir de Moscú o Leningrado.
Jrushchov también propuso reestructurar las escuelas soviéticas. En tanto que las escuelas proporcionan un programa de estudios preparatorios para la universidad, de hecho, muchos jóvenes soviéticos llegaban a la universidad. Jrushchov quería cambiar el foco de las escuelas secundarias hacia la formación profesional: los alumnos pasarían una parte de su tiempo en los empleos industriales o en programas de aprendizaje, ampliándose de ese modo en un año la permanencia en el bachillerato. En la práctica, lo que ocurrió fue que las escuelas desarrollaron vínculos con las empresas cercanas y los estudiantes fueron a trabajar durante solo uno o dos días a la semana; a las fábricas y a los otros empleos no les agradaba tener que enseñar, mientras que los estudiantes y sus familias se quejaron de que tenían pocas opciones en lo comercial para aprender.
Si bien la propuesta de formación profesional no sobreviviría a la caída de Jrushchov, un cambio de mayor duración fue el establecimiento relacionado de institutos especializados para alumnos superdotados o aquellos que deseasen estudiar un tema específico. Estas escuelas habían sido modeladas de acuerdo con las escuelas de lenguas extranjeras que se habían establecido en Moscú y Leningrado desde 1949. En 1962, una escuela especial de verano se estableció en Novosibirsk para preparar a los estudiantes para una Olimpiada siberiana de matemáticas y ciencias. Al año siguiente, el Instituto de Matemáticas y Ciencias de Novosibirsk se convirtió en la primera escuela residencial permanente especializada en matemáticas y ciencias. Otras escuelas de este tipo pronto se establecieron en Moscú, Leningrado y Kiev. En la década de 1970, se establecieron más de 100 escuelas especializadas en matemáticas, ciencias, arte, música y deportes. La educación preescolar se incrementó como parte de las reformas de Jrushchov, y en el momento de dejar el cargo, cerca del 22% de los niños soviéticos asistían al preescolar — aproximadamente la mitad de los niños urbanos, pero solo alrededor del 12% de los niños rurales.

### Políticas exteriores y de defensa
Cuando Jrushchov tomó el control, el resto del mundo todavía sabía muy poco de él e inicialmente no quedaron impresionados con él. Era bajo, corpulento y vestía trajes desajustados, "irradiaba energía pero no intelecto" y fue desestimado por muchos, calificándolo como un bufón que no duraría mucho tiempo. El Secretario de Relaciones Exteriores británico Harold Macmillan se preguntó: "¿Cómo puede este hombre gordo, vulgar con sus ojos de cerdo y un flujo incesante al hablar ser el líder y aspirante a zar para todos esos millones de personas?"
El biógrafo de Jrushchov, Tompson describió al voluble líder:

"Podría haber sido encantador o vulgar, exuberante u hosco, le dieron muestras públicas de rabia (a menudo artificiosas) y crecientes hipérboles en su retórica. Pero fuera lo que fuera, con lo que se hubiese encontrado,  era más humano que su predecesor e incluso que la mayoría de sus homólogos extranjeros, y para gran parte del mundo él fue suficiente para hacer que la URSS pareciera menos misteriosa o amenazante."

#### Estados Unidos y aliados

##### Las primeras relaciones y su visita a los Estados Unidos (1957-1960)

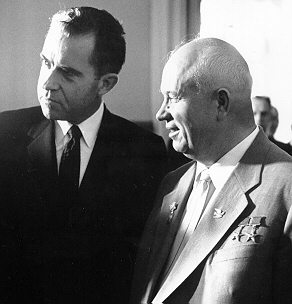
Jrushchov (derecha) con el vicepresidente estadounidense Richard Nixon en 1959.

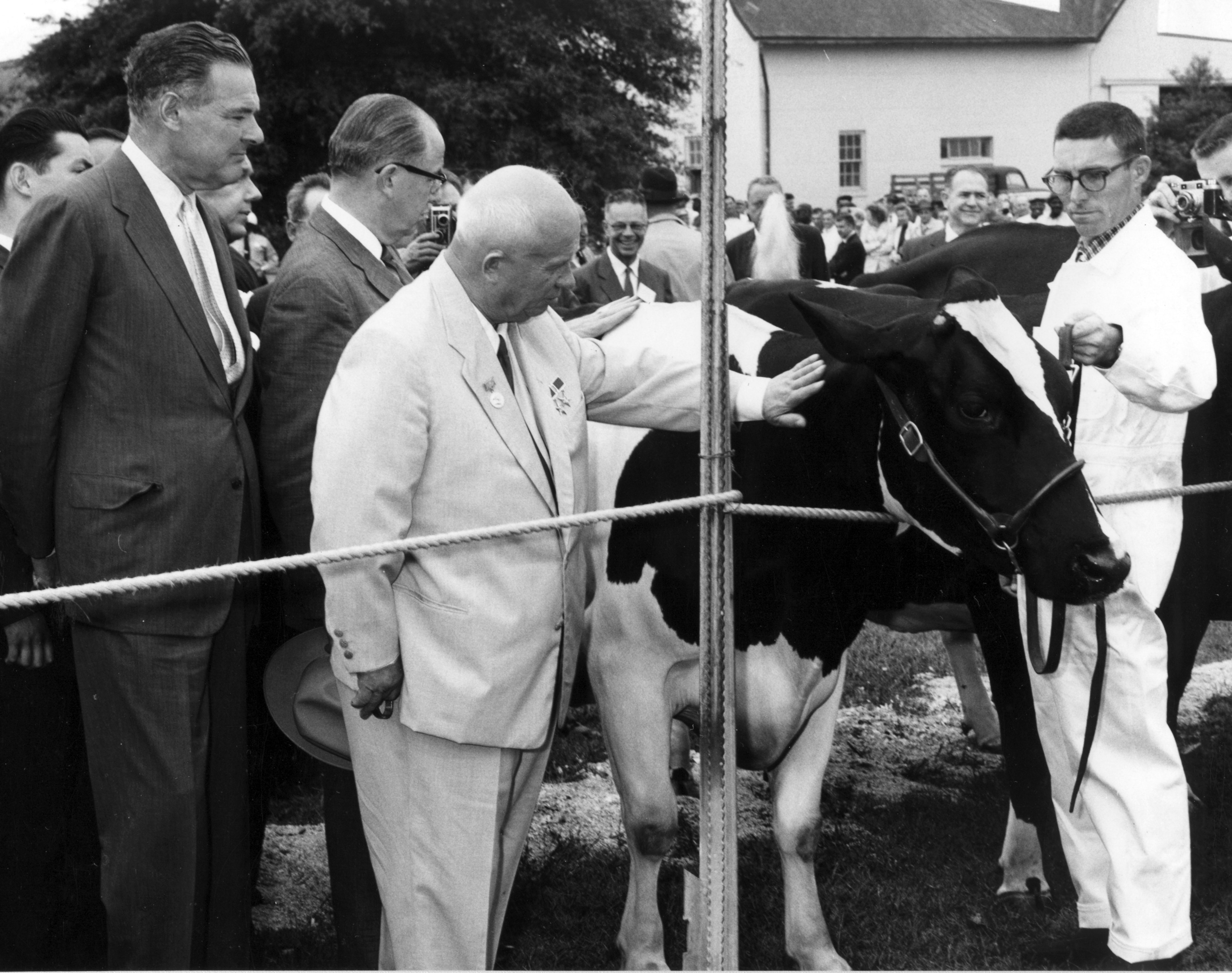
Jrushchov con el Secretario de Agricultura Ezra Taft Benson y el embajador de EE. UU. ante las Naciones Unidas, Henry Cabot Lodge durante su visita del 16 de septiembre de 1959 al Centro de Servicio de Investigación Agrícola.

Jrushchov trató de encontrar una solución duradera al problema de la Alemania dividida y al enclave de Berlín Occidental muy dentro del territorio de Alemania Oriental (RDA) cuya capital era Berlín Oriental. En noviembre de 1958, llamando a Berlín Occidental por un "tumor maligno", le dio a los Estados Unidos, Reino Unido y Francia seis meses para concluir un tratado de paz con los dos Estados alemanes y la Unión Soviética. Si uno no lo firmaba, Jrushchov dijo que la Unión Soviética concluiría un tratado de paz con Alemania Oriental. Esto dejaría a Alemania Oriental, que no era parte de los tratados que daban el acceso a las potencias occidentales a Berlín, con el control de las rutas de la ciudad. Este ultimátum causó disensión entre los aliados occidentales, que se resistían a ir a la guerra sobre el tema. Sin embargo, Jrushchov, repetidamente extendió el plazo.
Jrushchov trató de eliminar muchas de las armas convencionales y de defender a la Unión Soviética con misiles. Él creía que si esto no se concretaba, el enorme ejército soviético seguiría absorbiendo enormes cantidades de recursos, haciendo que sus objetivos de mejorar la vida de los soviéticos fueran difíciles de alcanzar. En 1955, Jrushchov abandonó los planes de Stalin inclinados hacia una gran marina, creyendo que los nuevos barcos serían demasiado vulnerables a los ataques convencionales o nucleares. En enero de 1960, Jrushchov tomó ventaja al mejorar las relaciones con los Estados Unidos para pedir la reducción de un tercio del tamaño de las fuerzas armadas soviéticas, alegando que las armas avanzadas compensarían las tropas perdidas. Mientras que el reclutamiento de jóvenes soviéticos seguía en vigor, la exención del servicio militar fue cada vez más común, especialmente para los estudiantes universitarios.
Los soviéticos tenían pocos ICBMs operativos; a pesar de ello Jrushchov se jactó públicamente de los programas de misiles soviéticos, afirmando que las armas soviéticas eran variadas y numerosas. El Primer Secretario esperaba que la percepción pública que los soviéticos estaban generando daría lugar a una presión psicológica sobre Occidente y permitirían concesiones políticas. El programa espacial soviético, al que Jrushchov apoyó firmemente, parecía confirmar sus afirmaciones cuando los soviéticos colocaron al Spútnik 1 en órbita, un lanzamiento del que estaban convencidos muchos occidentales, entre ellos el vicepresidente de los Estados Unidos Richard Nixon que era un engaño. Cuando se hizo evidente que el lanzamiento era real y el Spútnik 1 estaba en órbita, los gobiernos occidentales llegaron a la conclusión de que el programa de ICBMs soviético no estaba tan avanzado como se creía. Jrushchov amplió este malentendido diciendo en una entrevista de octubre de 1957 que la URSS tenía todos los cohetes, de cualquier capacidad que necesitase. Durante años, Jrushchov haría un punto de precedencia por el importante viaje al exterior con el lanzamiento de un cohete, para el desconcierto de sus anfitriones. Estados Unidos conoció el estado primitivo del programa de misiles soviéticos por los vuelos espía sobre territorio soviético de la década de 1950, pero solo los altos funcionarios estadounidenses supieron del engaño. En enero de 1960, Jrushchov le dijo al Presidium que habían llegado a un acuerdo con los Estados Unidos por los ICBMs soviéticos porque posiblemente "los estadounidenses acaudalados han comenzado a temblar de miedo por primera vez en sus vidas". La percibida "brecha de los misiles" dio lugar a una acumulación considerable de defensa por parte de los Estados Unidos.

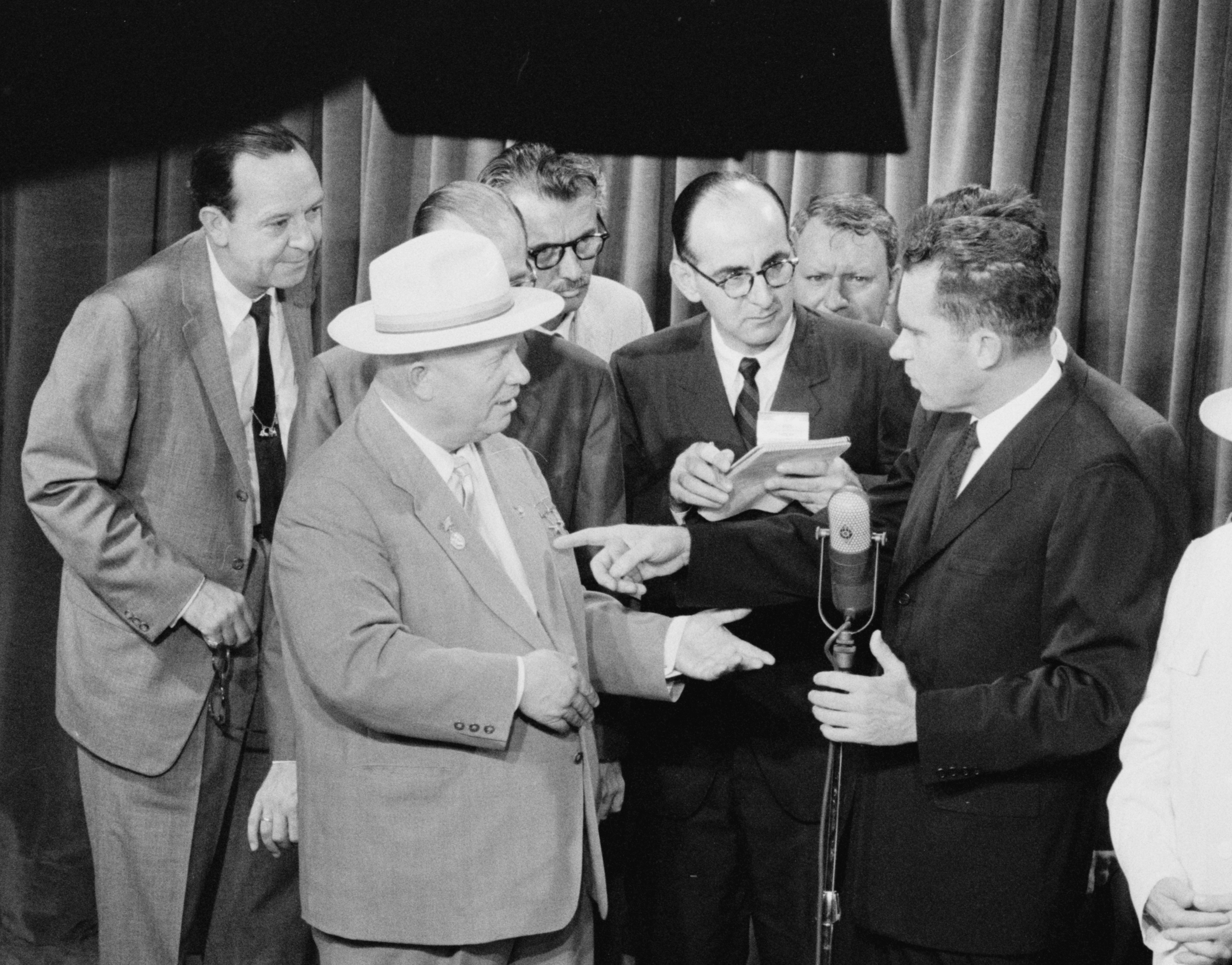
El vicepresidente estadounidense Richard Nixon debatiendo con Nikita Jrushchov en lo que llegó a ser conocido como el debate de cocina, el 24 de julio de 1959.

En 1959, durante la visita de Nixon a la Unión Soviética, Jrushchov participó en lo que más tarde fue conocido como el debate de cocina, ya que Nixon y él mantuvieron una discusión apasionada en una cocina modelo durante la Exhibición Nacional Estadounidense en Moscú, con cada uno defendiendo el sistema económico de su país. Jrushchov fue invitado a visitar los Estados Unidos y lo hizo, estando trece días. Llegó a Washington D. C. durante su primera visita a los Estados Unidos el 15 de septiembre de 1959. La primera visita de un primer ministro soviético a los Estados Unidos dio lugar a un extenso circo mediático. Jrushchov trajo a su esposa, Nina Petrovna y a sus hijos adultos, aunque no era habitual que los funcionarios soviéticos viajaran con sus familias. El primer ministro visitó las ciudades de Nueva York, Los Ángeles, San Francisco (visitando un supermercado), Iowa (visitando la granja de Roswell Garst), Pittsburgh y Washington, concluyendo con una reunión con el presidente Eisenhower en Camp David. Jrushchov iba a visitar Disneylandia, pero la visita fue cancelada por razones de seguridad, en gran parte debido a su propio descontento. Sin embargo, visitó a Eleanor Roosevelt en su casa en Hyde Park, Nueva York. Durante su visita a Thomas J. Watson, Jr en la sede de IBM, Jrushchov expresó poco interés en las computadoras, pero admiró mucho el autoservicio de cafetería y, a su regreso, introdujo el autoservicio en la Unión Soviética.
La visita de Jrushchov a los Estados Unidos cristalizó en un acuerdo informal con el presidente estadounidense Dwight Eisenhower en el que no habría ningún plazo límite firme sobre Berlín Occidental, pero en su lugar habría una cumbre con las cuatro potencias para intentar resolver el problema, y el primer ministro dejó los Estados Unidos con buenos sentimientos en general. Jrushchov regresó de los Estados Unidos, convencido de que había logrado una fuerte relación personal con Eisenhower (que en cambio quedó poco impresionado con el líder soviético) y de que podría lograr la distensión con los estadounidenses. Presionó para una cumbre inmediata, pero fue frustrado por el presidente francés Charles de Gaulle, que la aplazó hasta 1960, año en el que Eisenhower tenía programado realizar una visita de retorno a la Unión Soviética.

#### Crisis del U-2 y Berlín (1960-1961)

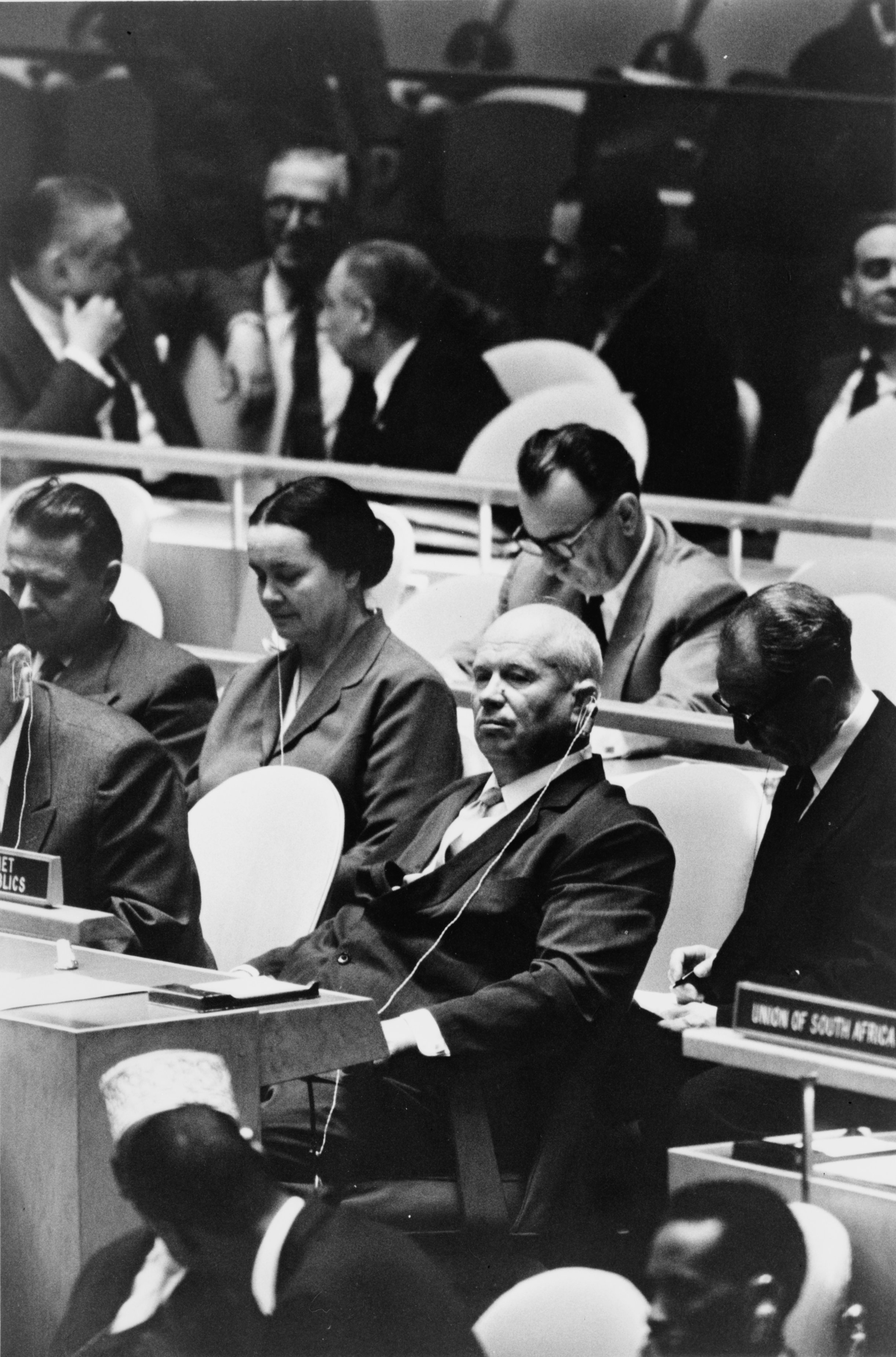
Nikita Jrushchov ante las Naciones Unidas, septiembre de 1960.

Un hecho que provocó una constante fricción en las relaciones entre los Estados Unidos y la Unión Soviética fue el sobrevuelo de la URSS por aviones espías U-2 estadounidenses. El 9 de abril de 1960, Estados Unidos reanudó dichos vuelos después de un largo descanso. Los soviéticos habían protestado por los vuelos en el pasado, pero fueron ignorados por Washington. Contenido en lo que creía que era una fuerte relación personal con Eisenhower, Jrushchov quedó confundido y enfadado por la reanudación de los vuelos y concluyó que habían sido ordenados por el director de la CIA, Allen Dulles sin el conocimiento del Presidente de los Estados Unidos. El 1 de mayo, fue derribado un U-2; su piloto, Francis Gary Powers fue capturado vivo. Creyendo que Powers había sido asesinado, Estados Unidos anunció que se había perdido una aeronave de investigación cerca de la frontera turca con la Unión Soviética. Jrushchov corría el riesgo de destruir la cumbre, que comenzaría el 16 de mayo en París, si anunciaba el derribo, pero sería débil ante los ojos de su ejército y de las fuerzas de seguridad si no hacía nada. Finalmente, el 5 de mayo, Jrushchov anunció el derribo y la captura de Powers, culpando del sobrevuelo a los "círculos imperialistas y militaristas, cuya fortaleza es el Pentágono", y sugiriendo que el avión había sido enviado sin el conocimiento de Eisenhower. Eisenhower no podría haber pensado que existían elementos deshonestos en el Pentágono que operaban sin su conocimiento y admitió que él había ordenado los vuelos, llamándolos de "una necesidad desagradable". La confesión sorprendió a Jrushchov y el asunto del U-2 pasó de ser un posible triunfo a un desastre para él, e incluso apeló al embajador estadounidense Llewellyn Thompson para que le ayudara.
Jrushchov se mostró indeciso sobre qué hacer en la cumbre, incluso mientras abordaba su vuelo a París. Finalmente decidió, en consulta con sus asesores en el avión y los miembros del Presidium en Moscú, exigir una disculpa de Eisenhower y una promesa de que no habría ningún vuelo más de U-2 en el espacio aéreo soviético. Tanto Eisenhower como Jrushchov no se comunicaron entre sí en los días anteriores a la cumbre, y en la cumbre, Jrushchov expuso sus exigencias y declaró que no había ningún objetivo en la cumbre, que esta debía posponerse durante seis a ocho meses, hasta después de las elecciones presidenciales de Estados Unidos de 1960. El Presidente de los Estados Unidos no ofreció ninguna disculpa, pero dijo que los vuelos habían sido suspendidos y no se reanudarían, y renovó su propuesta de los cielos abiertos para los derechos de sobrevuelos mutuos. Esto no fue suficiente para Jrushchov, que abandonó la cumbre. Eisenhower acusó a Jrushchov "de sabotear esta reunión, en la que gran parte de las esperanzas del mundo han sido enterradas". La visita de Eisenhower a la Unión Soviética, para la cual incluso el primer ministro había construido un campo de golf para que el presidente de los EE. UU. pudiera disfrutar de su deporte favorito, fue cancelada por Jrushchov.
Jrushchov hizo su segunda y última visita a los Estados Unidos en septiembre de 1960. No tenía ninguna invitación, pero él mismo se había designado como jefe de la delegación de la ONU por la URSS. Pasó la mayor parte de su tiempo cortejando a los nuevos Estados del Tercer Mundo que recientemente se habían convertido en independientes. Los Estados Unidos lo limitaron a la isla de Manhattan, con visitas a una finca que era propiedad de la URSS en Long Island. El notorio incidente del zapato ocurrió en un debate el 12 de octubre durante una resolución soviética denunciando el colonialismo. Enfurecido por una declaración del delegado filipino Lorenzo Sumulong, que acusó a los soviéticos de emplear una doble moral por denunciar el colonialismo mientras dominaban a Europa del Este, Jrushchov exigió el derecho a responder inmediatamente y acusó a Sumulong de ser un servil lacayo de los imperialistas estadounidenses. Sumulong reanudó su discurso y acusó a los soviéticos de hipocresía. Jrushchov se quitó su zapato y comenzó a golpearlo en su escritorio, apoyado (de forma más discreta) por el ministro de Relaciones Exteriores soviético Andréi Gromyko. Este comportamiento de Jrushchov escandalizó a la delegación.

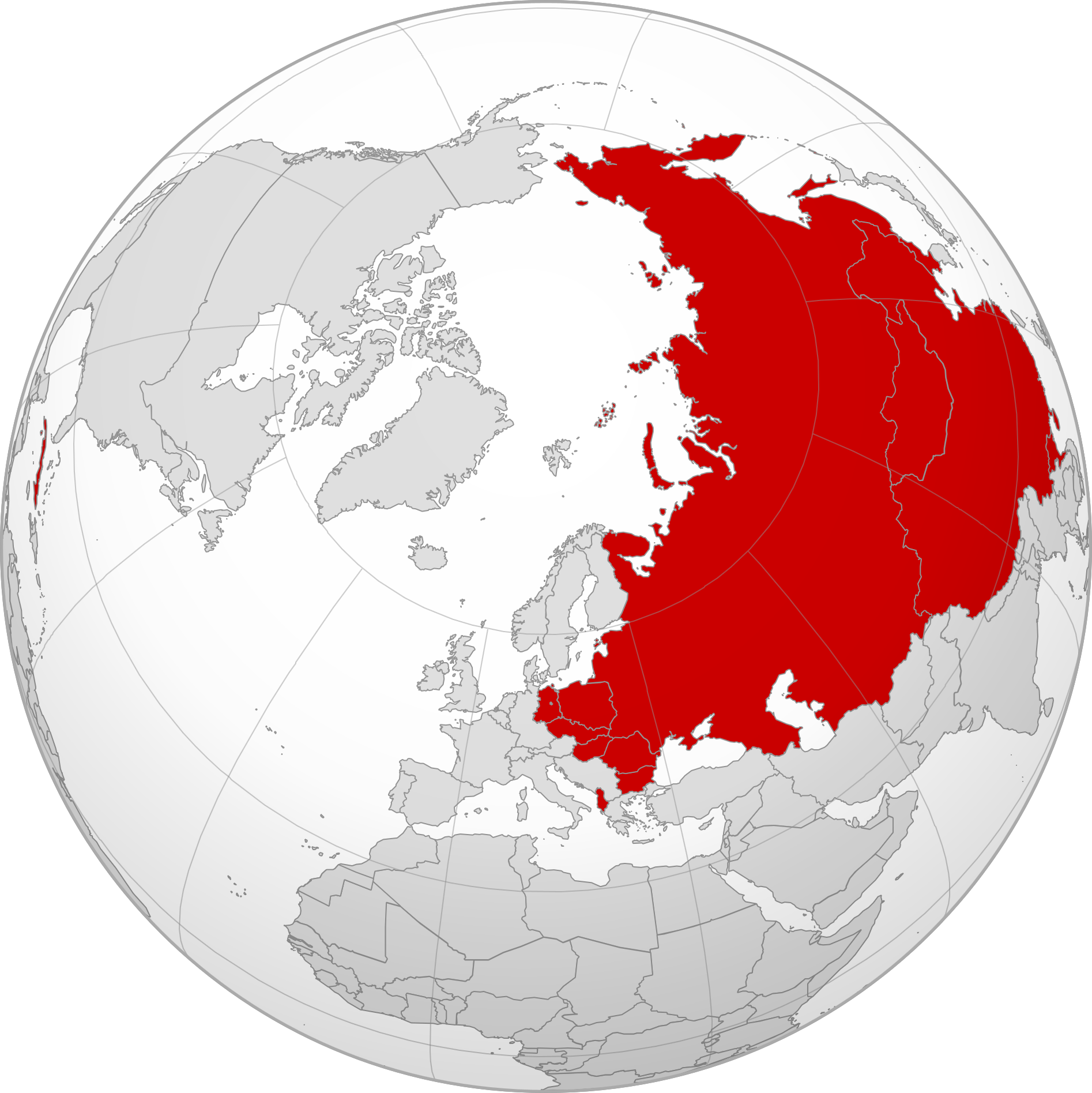
La máxima extensión territorial de los países del mundo bajo la influencia soviética, después de la Revolución Cubana de 1959 y antes de la ruptura sino-soviética oficial de 1961.

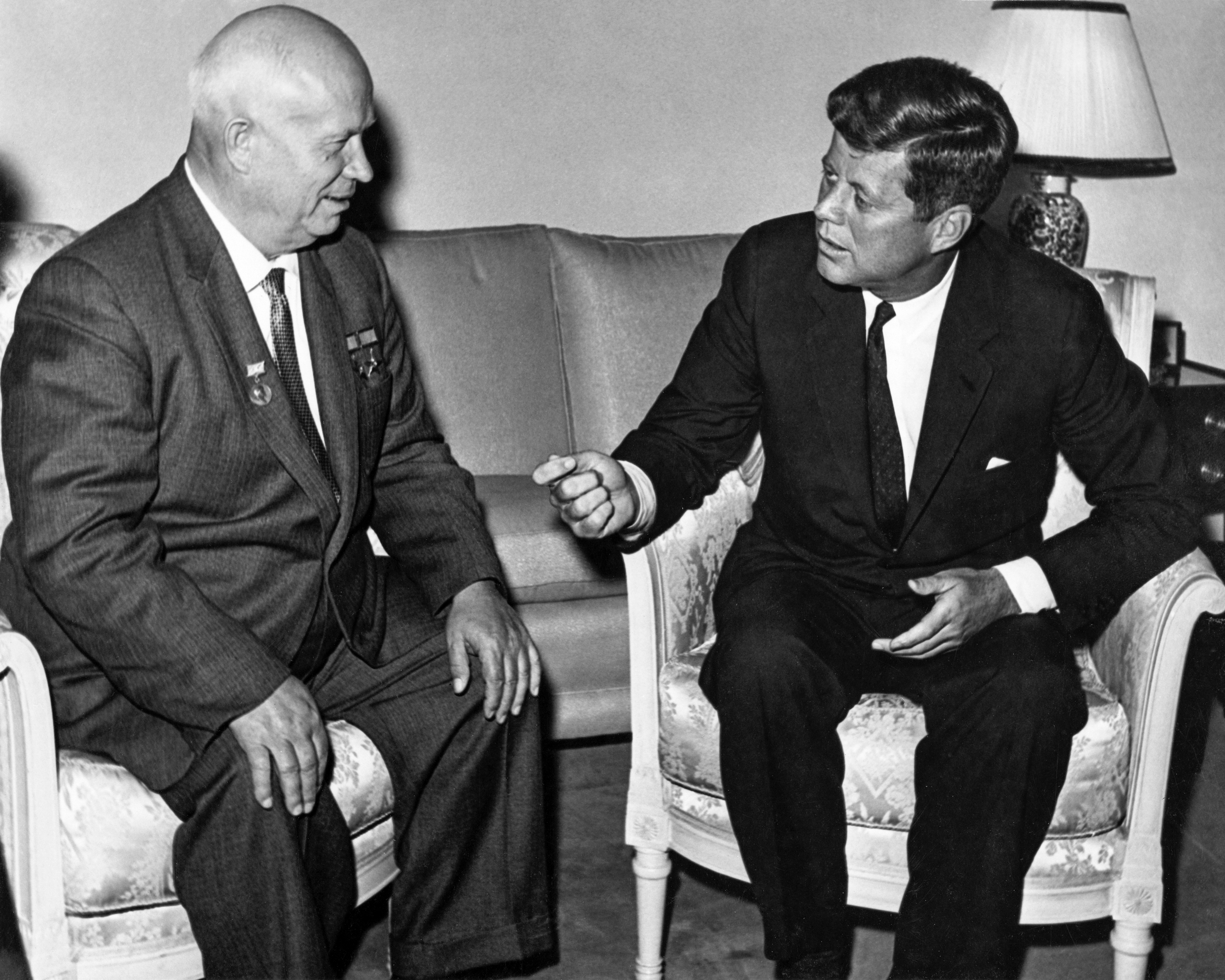
Nikita Jrushchov y John Kennedy en Viena, junio de 1961.

Jrushchov consideraba al vicepresidente Nixon como alguien de línea dura y quedó encantado por su derrota en las elecciones presidenciales de 1960. Consideró al vencedor, el senador de Massachusetts John F. Kennedy, como un socio mucho más presumible para la distensión, pero le sorprendieron las duras declaraciones y acciones del recién estrenado Presidente estadounidense durante los primeros días de su administración. Jrushchov logró una victoria propagandística en abril de 1961 con el primer vuelo espacial tripulado y Kennedy una derrota con el fracaso de la invasión de Bahía de Cochinos. Mientras que Jrushchov había amenazado con defender a Cuba con misiles soviéticos, el primer ministro se limitó a comentarios agresivos después de los hechos. El fracaso en Cuba hizo que Kennedy determinara no hacer concesiones en la Cumbre de Viena prevista para el 3 de junio de 1961. Tanto Kennedy como Jrushchov tomaron una línea dura, con Jrushchov exigiendo un tratado que reconociera a los dos Estados alemanes y rechazara a ceder en las cuestiones pendientes que obstruyeran un tratado de prohibición de ensayos nucleares. Kennedy por otro lado había sido inducido a creer que el tratado de prohibición de ensayos nucleares podría concluirse en la cumbre y consideró que un acuerdo sobre Berlín tendría que esperar el alivio de las tensiones entre el Este y el Oeste. Kennedy describió las negociaciones con Jrushchov a su hermano Robert, diciendo "es como tratar con papá. Dar todo y recibir nada".
Un aplazamiento indefinido de la acción sobre Berlín Occidental era inaceptable para Jrushchov ya que por ninguna otra razón Alemania Oriental (RDA) estaba sufriendo una continua "fuga de cerebros" ya que los alemanes orientales con un alto nivel de educación estaban huyendo a Occidente a través de Berlín Occidental. Mientras que la frontera entre ambos Estados alemanes había sido fortificada en otros lugares, Berlín, administrada por las cuatro potencias aliadas, se mantuvo abierta. Envalentonado por las declaraciones del exembajador de los Estados Unidos en Moscú, Charles E. Bohlen y el presidente del Comité de Relaciones Exteriores del Senado de los Estados Unidos J. William Fulbright acerca de que Alemania Oriental tenía todo el derecho a cerrar sus fronteras, algo que no fue desautorizado por la administración Kennedy, Jrushchov autorizó al líder de la RDA, Walter Ulbricht a iniciar la construcción de lo que sería conocido como el Muro de Berlín, que rodeaba a Berlín Occidental. Los preparativos de la construcción se hicieron en secreto, y la frontera fue cerrada en las primeras horas del domingo, 13 de agosto de 1961, cuando la mayoría de los trabajadores de la capital de la RDA, Berlín Oriental, quienes ganaban divisas por trabajar en el oeste de Berlín, estaban en sus casas. El muro fue un desastre propagandístico y marcó el fin de los intentos de Jrushchov por concluir un tratado de paz entre las cuatro potencias y los dos Estados alemanes. Este tratado no sería firmado hasta septiembre de 1990, como preludio inmediato a la reunificación alemana.

#### Crisis del Caribe y tratado de ensayos nucleares (1962-1964)
Las tensiones entre las superpotencias culminaron en la Crisis de los misiles en Cuba (en la URSS, "Crisis del Caribe") de octubre de 1962, cuando la Unión Soviética trató de instalar misiles nucleares de alcance medio en Cuba, a unos 140 km de la costa estadounidense. El Presidente cubano Fidel Castro se mostró reacio a aceptar los misiles y, una vez que fue convencido, advirtió a Jrushchov de su oposición al transporte de los misiles en secreto. Castro declaró, treinta años más tarde: "Teníamos el derecho soberano de aceptar los misiles. No estábamos violando el Derecho internacional. ¿Por qué hacerlo en secreto —como si no tuviéramos el derecho a hacerlo-? Advertí a Nikita que el secreto daría la ventaja a los imperialistas."
El 16 de octubre, Kennedy fue informado de que los vuelos de U-2 sobre Cuba habían descubierto lo que eran probablemente silos de misiles de medio alcance y aunque él y sus asesores consideraron acercarse a Jrushchov por la vía diplomática, debía hacerlo de una forma que no pareciera ser débil. El 22 de octubre, Kennedy se dirigió a su nación por televisión, revelando la presencia de los misiles y anunciando un bloqueo contra Cuba. Informados previamente del discurso pero no (hasta una hora antes) de su contenido, Jrushchov y sus asesores temían una invasión de Cuba. Incluso antes del discurso de Kennedy, ordenó a los comandantes soviéticos en Cuba que utilizaran todas sus armas en caso de un ataque, excepto armas atómicas.

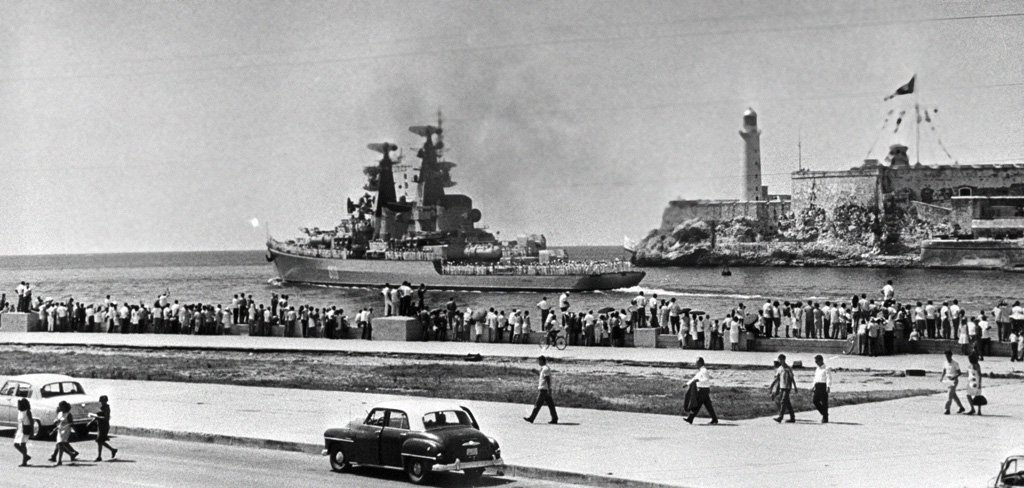
Un buque de guerra soviético abandonando La Habana tras su visita a Cuba en 1969

A medida que la crisis se desarrollaba, las tensiones eran altas en los Estados Unidos; no tanto en la Unión Soviética, donde Jrushchov hizo varias apariciones públicas y fue al Teatro Bolshói a escuchar al cantante de ópera estadounidense Jerome Hines, quien entonces estaba en una gira por Moscú. El 25 de octubre, con los soviéticos confusos acerca de las intenciones de Kennedy, Jrushchov decidió que los misiles tendrían que ser retirados de Cuba. Dos días más tarde, le ofreció a Kennedy las condiciones para el retiro. Jrushchov acordó retirar los misiles a cambio de que los Estados Unidos le prometiesen que no invadirían Cuba y que retirarían los misiles estadounidenses de Turquía, que apuntaban directamente al corazón de la Unión Soviética. Como la última petición no fue anunciada públicamente hacia los Estados Unidos y no se conoció hasta justo antes de la muerte de Jrushchov en 1971, la resolución fue vista como una gran derrota para los soviéticos y contribuyó a la caída de Jrushchov menos de dos años más tarde. Castro instó a Jrushchov a lanzar un ataque nuclear preventivo contra los Estados Unidos en caso de cualquier invasión de Cuba, y se enojó por el resultado, refiriéndose a Jrushchov en términos profanos; Jrushchov lo invitó a Moscú más tarde y fueron capaces de restablecer las buenas relaciones.
Después de la crisis, las relaciones entre las superpotencias mejoraron, ya que Kennedy había pronunciado un discurso conciliador en la American University el 10 de junio de 1963, reconociendo el sufrimiento del pueblo soviético durante la Segunda Guerra Mundial y rindiendo un homenaje a sus logros. Jrushchov llamó a ese discurso como el mejor pronunciado por un Presidente de los Estados Unidos desde Franklin Roosevelt, y en julio, negoció un Tratado de prohibición de ensayos nucleares con el estadounidense Averell Harriman y el británico Quintin Hogg. Los planes para una segunda cumbre entre Jrushchov y Kennedy fueron frustrados por el asesinato del presidente estadounidense en noviembre de 1963. El nuevo presidente, Lyndon Johnson, esperaba continuar la mejora en las relaciones pero estaba distraído por otras cuestiones y tuvo pocas oportunidades de desarrollar una relación con Jrushchov antes del derrocamiento del primer ministro.

#### Europa Oriental

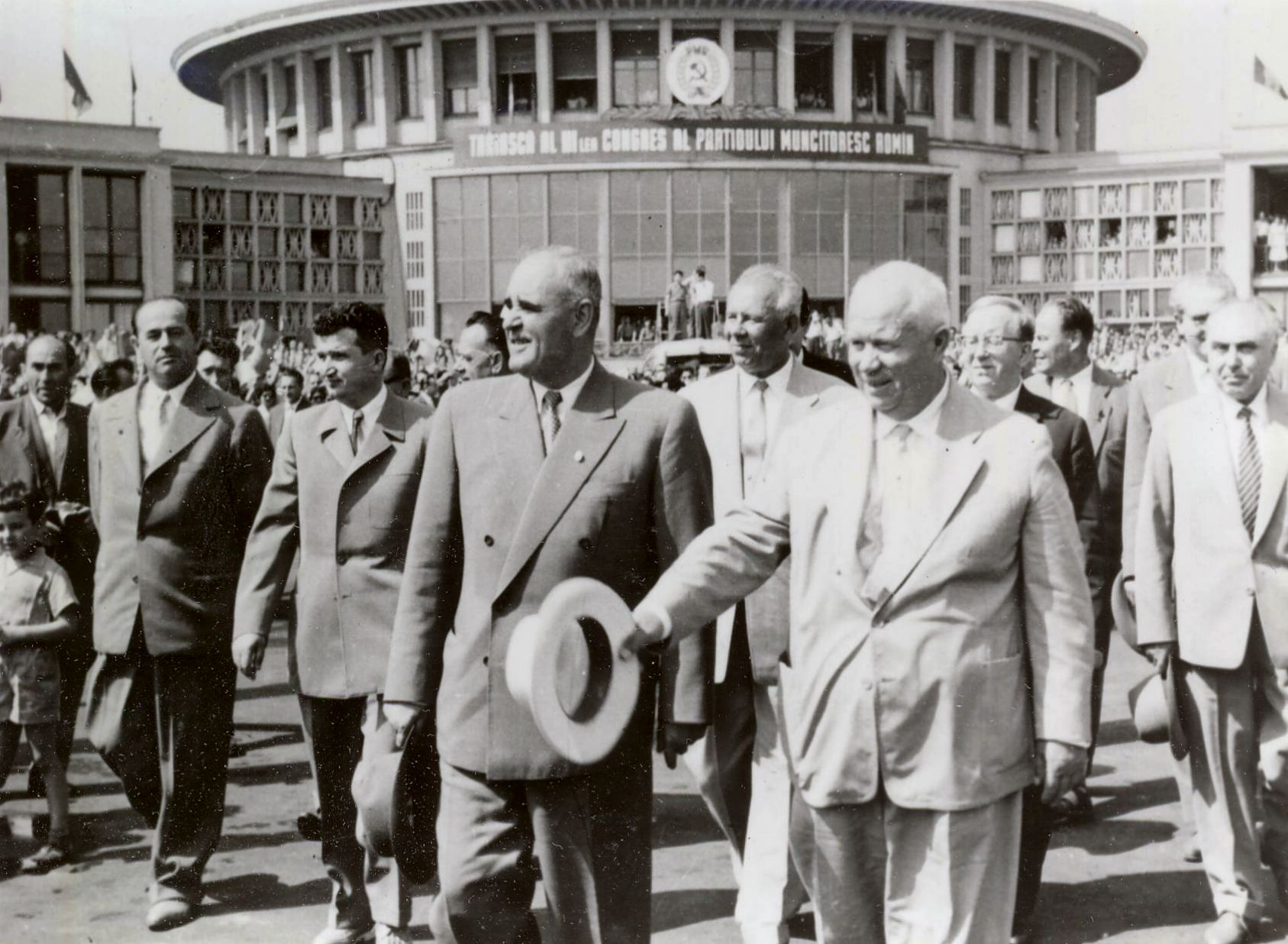
Gheorghiu-Dej y Jrushchov en el Aeropuerto de Bucarest-Băneasa en junio de 1960. Nicolae Ceauşescu puede verse al lado derecho de Gheorghiu-Dej.

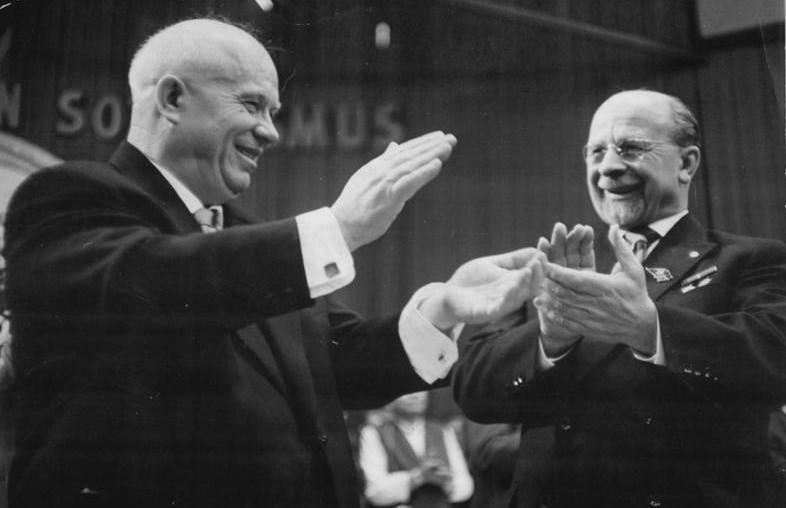
Jrushchov (izquierda) y el líder de Alemania Oriental Walter Ulbricht en 1963.

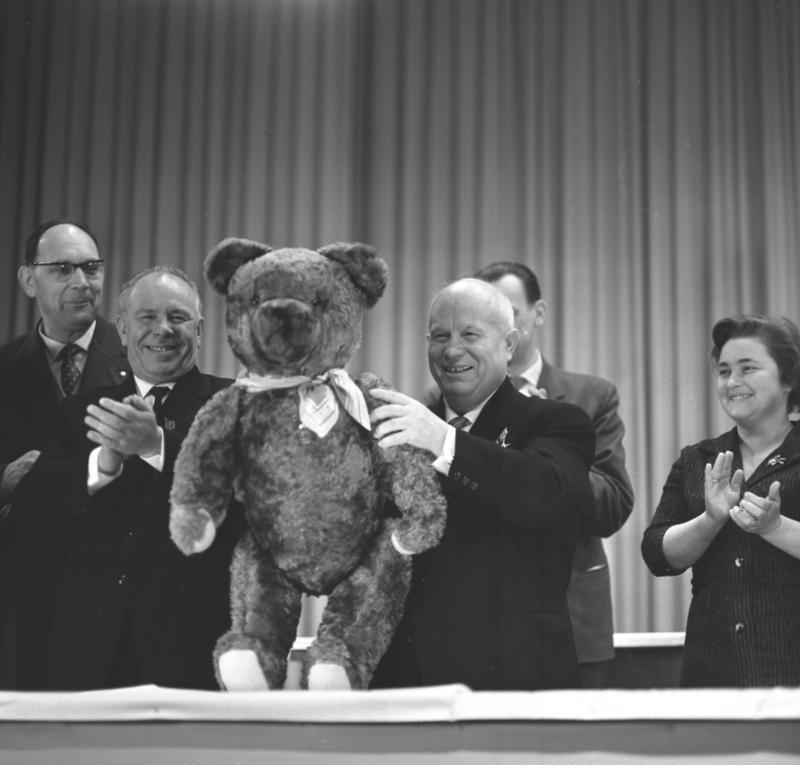
Jrushchov (derecha) en su visita a la República Democrática Alemana con Nikolái Podgorni (izquierda).

El discurso secreto, combinado con la muerte del líder comunista polaco Boleslaw Bierut, quien había sufrido un ataque al corazón mientras leía un discurso, provocó una considerable liberalización en Polonia y Hungría. En Polonia, la huelga de los trabajadores en Poznań se convirtió en disturbios que dejaron más de 50 muertos en octubre de 1956. Cuando Moscú culpó de los disturbios a agitadores occidentales, los líderes polacos ignoraron la reivindicación y en cambio hicieron concesiones a los trabajadores. Con las demostraciones antisoviéticas cada vez más comunes en Polonia y las elecciones cruciales del liderazgo polaco acercándose, Jrushchov y otros miembros del Presidium viajaron a Varsovia. Mientras que a los soviéticos se les negó la entrada al plenario del Comité Central polaco donde la elección se llevaba a cabo, se reunieron con el Presidium polaco. Los soviéticos decidieron permitir que el nuevo liderazgo polaco asumiera sus funciones, sobre la garantía de que no habría ningún cambio en la relación polaco-soviética.
El acuerdo polaco envalentonó a los húngaros, que decidieron que Moscú podría ser desafiada. Una manifestación masiva en Budapest el 23 de octubre se convirtió en un levantamiento popular. En respuesta a la sublevación, los dirigentes del partido húngaro colocaron al primer ministro reformista Imre Nagy. Las fuerzas soviéticas en la ciudad se enfrentaron con los húngaros e incluso dispararon contra los manifestantes, provocando  cientos de muertes tanto de húngaros como de soviéticos. Nagy pidió un alto el fuego y la retirada de las tropas soviéticas, y una mayoría liderada por Jrushchov en el Presidium decidió obedecer, eligiendo darle una oportunidad al nuevo Gobierno húngaro. Jrushchov supuso que si Moscú anunciaba la liberalización de su forma de tratar a sus aliados, Nagy se adheriría a la alianza con la Unión Soviética. Sin embargo, el 30 de octubre Nagy anunció elecciones multipartidistas y  la mañana siguiente y que Hungría dejaría el Pacto de Varsovia. El 3 de noviembre, dos miembros del gobierno de Nagy aparecieron en Ucrania como  jefes autoproclamados de un gobierno provisional y exigieron la intervención soviética, que era inminente. Al día siguiente, las tropas soviéticas aplastaron la revuelta húngara, con un número de muertos estimado en 4000 húngaros y varios cientos de soldados soviéticos. Nagy fue arrestado y posteriormente ejecutado. A pesar de la indignación internacional por la intervención, Jrushchov defendió sus acciones durante el resto de su vida. El daño a las relaciones exteriores soviéticas fue severo y habría sido mayor si no fuera por el momento fortuito de la crisis de Suez, que distrajo la atención del mundo.
A raíz de estas crisis, Jrushchov formuló la declaración por la que fue muy reconocido: "Los enterraremos" (en ruso, "Мы вас похороним!" (My vas pojorónim!)). Mientras que muchos en Occidente tomaron esta declaración como una amenaza literal, Jrushchov hizo la declaración en un discurso sobre la coexistencia pacífica con Occidente. Cuando se le preguntó sobre la declaración durante su visita a los Estados Unidos en 1959, Jrushchov declaró que no se refería a un entierro literal, sino que, a través del desarrollo histórico inexorable, el comunismo reemplazaría al capitalismo y lo "enterraría".
Jrushchov mejoró las relaciones con Yugoslavia, que había sido totalmente excluida en 1948 cuando Stalin se dio cuenta de que no podía controlar al líder yugoslavo Josip Tito. Jrushchov encabezó una delegación soviética a Belgrado en 1955. Aunque un hostil Tito hizo todo lo que pudo para hacer que los soviéticos lucieran como tontos (incluyendo emborracharlos en público), Jrushchov fue exitoso en el calentamiento de las relaciones, terminando con el período de enemistad de las relaciones entre la Unión Soviética y Yugoslavia. Durante la crisis húngara, Tito inicialmente apoyó a Nagy, pero Jrushchov lo convenció de la necesidad de intervenir. Sin embargo, la intervención en Hungría dañó la relación de Moscú con Belgrado, a pesar de los años que Jrushchov había pasado tratando de repararla. Se vio obstaculizado por el hecho de que China desaprobaba la versión liberal del comunismo desarrollado en Yugoslavia, y los intentos de reconciliación con Belgrado provocaron el enfado de los chinos.

#### China

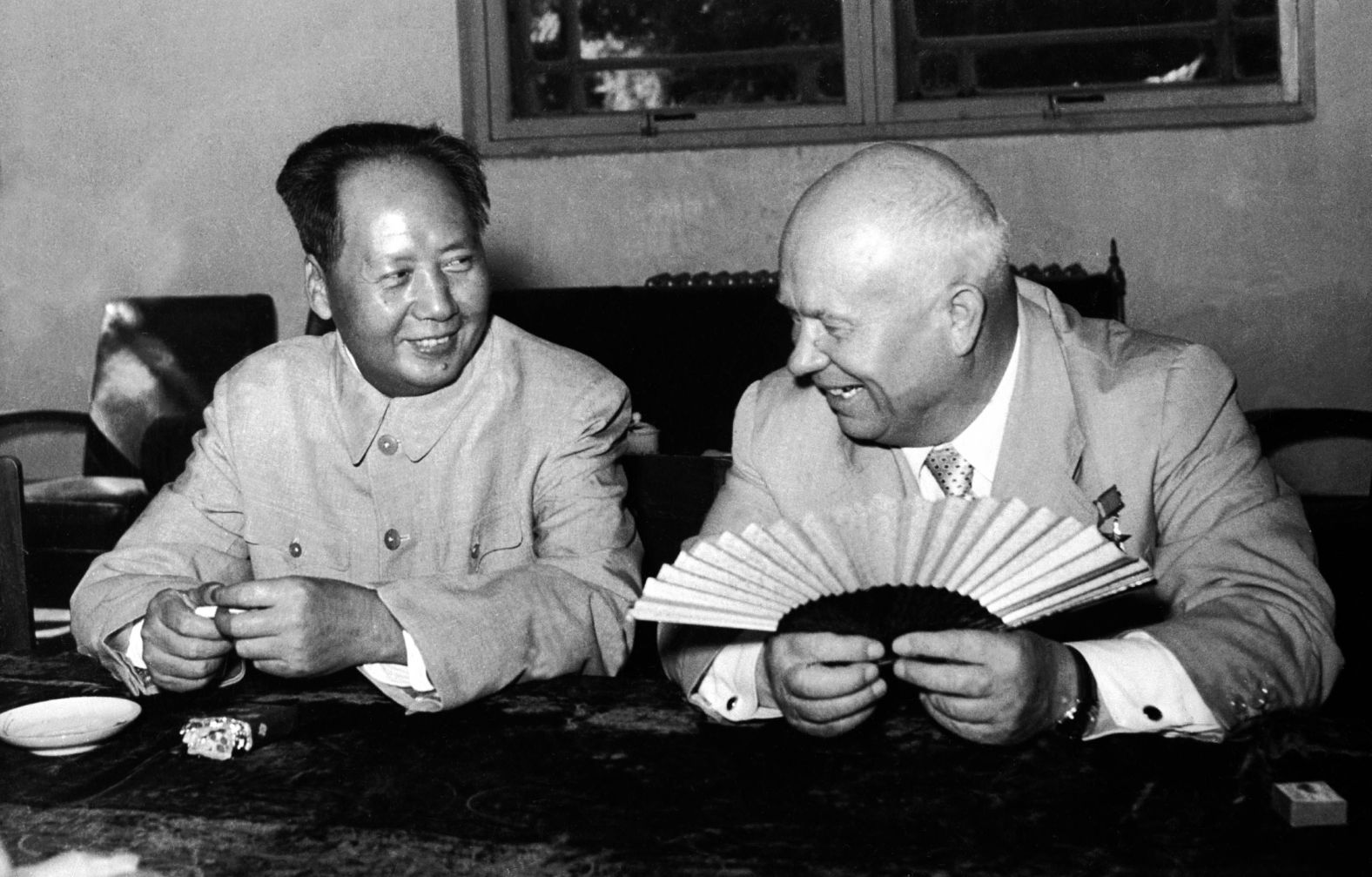
Jrushchov con Mao en 1958.

Después de completar su toma de posesión de la China continental en 1949, Mao Zedong buscó la ayuda material de la URSS y también pidió la devolución de los territorios tomados bajo los zares a China. Tan pronto como Jrushchov tomó el control de la URSS, aumentó la ayuda a China, incluso enviando un pequeño grupo de expertos para ayudar a desarrollar al nuevo país comunista. Esta asistencia fue descrita por el historiador William Kirby como "la mayor transferencia de tecnología en la historia del mundo". La Unión Soviética gastó un 7% de sus ingresos nacionales entre 1954 y 1959 ayudando al desarrollo de China. En su visita a China de 1954, Jrushchov acordó devolver Port Arthur y Dalian a China, aunque estaba molesto por la insistencia de Mao de que los soviéticos dejaran su artillería cuando se fueran.
Mao se opuso amargamente a los intentos de Jrushchov de llegar a un acercamiento con los Estados más liberales de Europa Oriental como Yugoslavia. Por otra parte, el gobierno de Jrushchov, se mostró reacio a apoyar los deseos de Mao por un enérgico movimiento revolucionario mundial, prefiriendo superar al capitalismo a través de la elevación del nivel de vida en los países del bloque comunista.
Las relaciones entre las dos naciones comenzaron a enfriarse en 1956, con Mao enojado por el discurso secreto y por el hecho de que los chinos no habían sido consultados previamente sobre este. Mao creía que la desestalinización era un error y una posible amenaza a su propia autoridad. Cuando Jrushchov visitó Pekín en 1958, Mao rechazó sus propuestas de cooperación militar. Esperando torpedear los esfuerzos de Jrushchov para la distensión con los Estados Unidos, Mao provocó poco después la Segunda Crisis del Estrecho de Taiwán, describiendo a las islas taiwanesas bombardeadas en la crisis como "batutas que mantienen Eisenhower y Jrushchov bailando, corriendo de aquí para allá. ¿No ves lo maravillosos que son?"
Los soviéticos habían planeado proporcionarle a China una bomba atómica completa con toda la documentación, pero en 1959, en medio de las frías relaciones, los soviéticos destruyeron el dispositivo y los documentos. Cuando Jrushchov hizo una visita a China en septiembre, poco después de su exitosa visita a los Estados Unidos, se encontró con una fría recepción, y abandonó el país en el tercer día de una visita prevista para siete días. Las relaciones continuaron deteriorándose en 1960, ya que tanto la URSS como China utilizaron un Congreso del Partido Comunista rumano como una oportunidad para atacarse entre sí. Luego de que Jrushchov atacó a China en su discurso ante el congreso, el líder chino Peng Zhen se burló de Jrushchov, afirmando que la política exterior del primer ministro era un soplo de calor y frío hacia Occidente. Jrushchov respondió retirando a los expertos soviéticos de China.

## Destitución
A partir de marzo de 1964, el líder del Sóviet Supremo Leonid Brézhnev comenzó a discutir la destitución de Jrushchov con sus colegas. Mientras que Brézhnev consideró arrestar a Jrushchov cuando regresara de un viaje a Escandinavia en junio, en su lugar pasó un tiempo persuadiendo a los miembros del Comité Central para apoyar la destitución de Jrushchov, recordando lo fundamental que había sido el apoyo del Comité a Jrushchov para derrotar al Grupo Anti-Partido. Brézhnev tuvo el tiempo suficiente para planear su conspiración; Jrushchov estuvo ausente de Moscú durante un total de cinco meses entre enero y septiembre de 1964.
Los conspiradores, encabezados por Brézhnev, Aleksandr Shelepin y el presidente de la KGB Vladímir Semichastny, se reunieron en octubre de 1964, mientras Jrushchov estaba de vacaciones en Pitsunda, Abjasia. El 12 de octubre, Brézhnev llamó a Jrushchov para notificarle una reunión especial del Presidium que se llevaría a cabo al día siguiente, aparentemente en materia de agricultura. A pesar de que Jrushchov sospechaba sobre el verdadero motivo de la reunión, voló a Moscú para ser atacado por Brézhnev y otros miembros del Presidium por los fracasos de sus políticas y por lo que sus colegas consideraron un comportamiento errático. Jrushchov puso poca resistencia, y esa noche llamó a su amigo y colega del Presidium Anastás Mikoyán y le dijo:

Estoy viejo y cansado. Hay que dejarlos hacer frente por sí solos. He hecho lo más importante. ¿Podría alguien haber soñado con decirle a Stalin que no nos servía más y sugerirle su retiro? Ni siquiera una mancha de humedad habría quedado donde estuviésemos parados. Ahora todo es diferente. El miedo se ha ido, y podemos hablar de igual a igual. Esta es mi contribución. No voy a oponer resistencia."

El 14 de octubre de 1964, el Presidium y el Comité Central votaron a favor de aceptar el retiro "voluntario" de Jrushchov de sus funciones. Brézhnev fue elegido como primer secretario (más tarde secretario general), mientras que Alekséi Kosyguin sucedió a Jrushchov como primer ministro.

## Vida en retiro
A Jrushchov se le concedió una pensión de 500 rublos al mes y se le aseguró que su casa y su dacha eran de por vida. Tras ser apartado del poder, Jrushchov cayó en una profunda depresión. Recibió pocos visitantes, sobre todo porque sus guardias de seguridad llevaban la cuenta de todos los invitados e informaban sus idas y venidas. En el otoño de 1965, él y su esposa fueron obligados a abandonar su casa y su dacha para ir a un apartamento y a una dacha más pequeña. Su pensión fue reducida a 400 rublos mensuales, a pesar de que su jubilación era cómoda para los estándares soviéticos. La depresión continuó. Su médico le recetó pastillas para dormir y tranquilizantes, pero aun así, cuando a uno de sus nietos le preguntaron qué hacía el ex primer ministro en el retiro, el muchacho respondió: «El abuelo llora.» Se le hizo ser inexistente a tal punto que en el trigésimo volumen de la Enciclopedia Soviética omitía su nombre en la lista de comisarios políticos prominentes durante la Gran Guerra Patria.
Como los nuevos gobernantes expresaron su conservadurismo en las cuestiones artísticas conocidas, Jrushchov llegó a ser visto más favorablemente por los artistas y escritores, algunos de los cuales lo visitaron. Uno de los visitantes que Jrushchov lamentó no haber visto fue al exvicepresidente de los Estados Unidos, Nixon, entonces en sus "años salvajes" antes de su elección a la Presidencia, fue al apartamento de Jrushchov en Moscú, mientras el ex primer ministro se encontraba en su dacha.
A partir de 1966, Jrushchov comenzó a escribir sus memorias. Las dictó en una grabadora y, después de que fallaron los intentos de grabar al aire libre debido al ruido de fondo, las grabó en un lugar cerrado, sabiendo que la KGB escucharía cada palabra. Sin embargo, la agencia de seguridad no hizo ningún intento de interferir hasta 1968, cuando se le ordenó entregar sus cintas, y él se negó a hacerlo. Sin embargo, mientras Jrushchov fue hospitalizado con problemas cardíacos, su hijo, Serguéi Jrushchov, fue abordado por la KGB y dijo que había un complot por parte de agentes extranjeros para robarle las memorias. Dado que las copias se habían hecho, algunas de ellas habían sido transmitidas a una editorial occidental, y puesto que la KGB podría robar las originales de todos modos, Serguéi Jrushchov entregó los materiales para la KGB, pero también instruyó que se publicaran las memorias confiscadas. Se publicaron en 1970 bajo el título Jrushchov recuerda. Bajo cierta presión, Nikita Jrushchov firmó una declaración que establecía que él no había dado los materiales a cualquier editor, y su hijo fue trasladado a un trabajo menos deseable. Tras la publicación de las memorias en Occidente, Izvestia las denunció como un fraude. Cuando la radio estatal soviética llevó el anuncio de la declaración de Jrushchov, fue la primera vez en seis años que había sido mencionado en ese medio.
En sus últimos días, Jrushchov visitó a su yerno y exayudante, Alekséi Adzhubéi y le dijo: «Nunca lamentes lo que viviste en los tiempos tormentosos y lo que trabajaste conmigo en el Comité Central. ¡Nosotros todavía seremos recordados!».
Jrushchov murió de un ataque cardíaco en el Hospital clínico central de Moscú (hospital que se encontraba cerca de su casa) en Moscú el 11 de septiembre de 1971 y fue enterrado en el Cementerio Novodévichi en Moscú, después de que se le negara un funeral de Estado y el entierro en la Necrópolis de la Muralla del Kremlin. Por temor a las manifestaciones, las autoridades no anunciaron la muerte de Jrushchov hasta la hora de su velatorio y rodearon el cementerio con tropas. Aun así, algunos artistas y escritores se unieron a la familia en el cementerio para el entierro.
Pravda publicó una frase anunciando la muerte del ex primer ministro; mientras, los periódicos occidentales dieron una cobertura considerable. El veterano corresponsal en Moscú del New York Times Harry Schwartz escribió acerca de Jrushchov:

El Sr. Jrushchov abrió las puertas y ventanas de una estructura petrificada. Dejó el aire fresco y nuevas ideas, produciendo cambios que el tiempo ha demostrado que son irreversibles y fundamentales.

## Legado

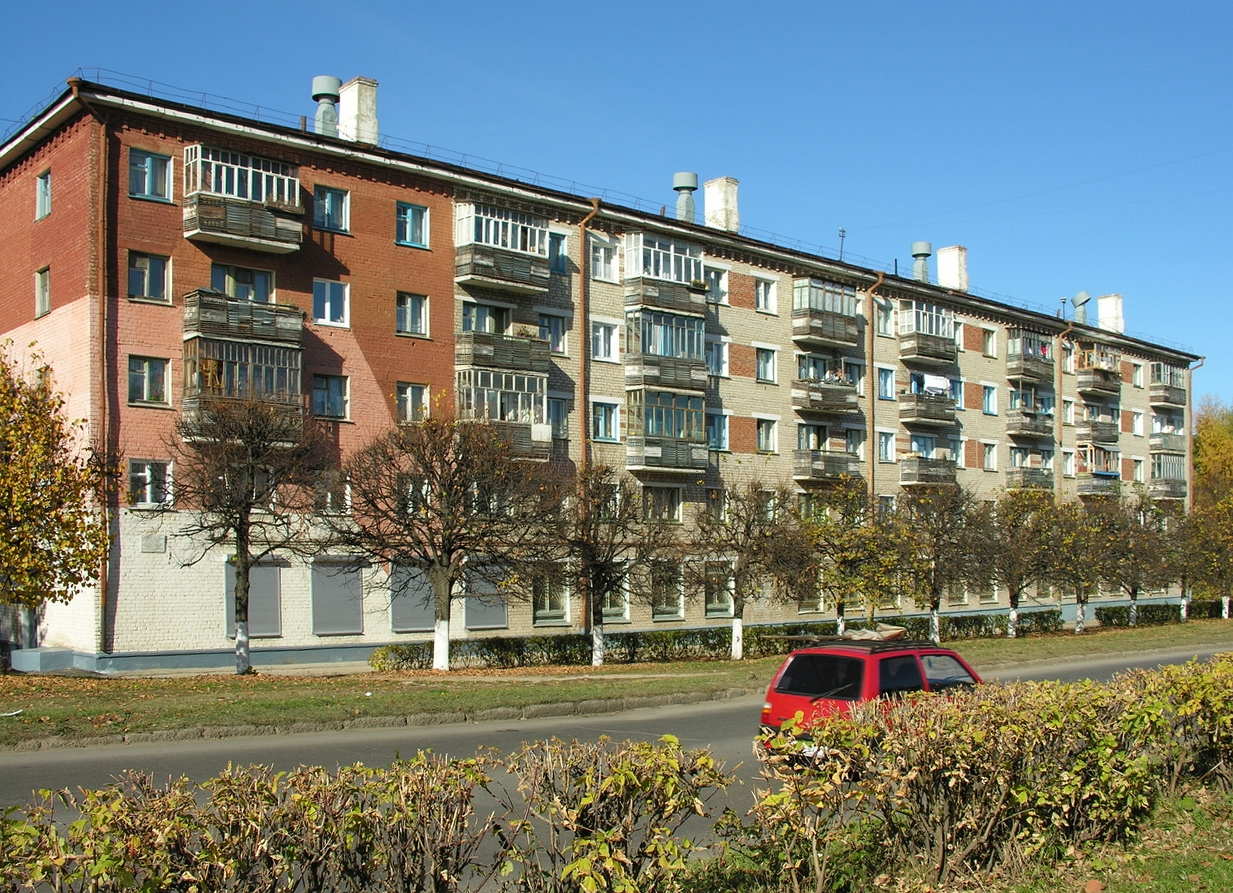
Jrushchovka de ladrillos, en la localidad de Cheboksary.

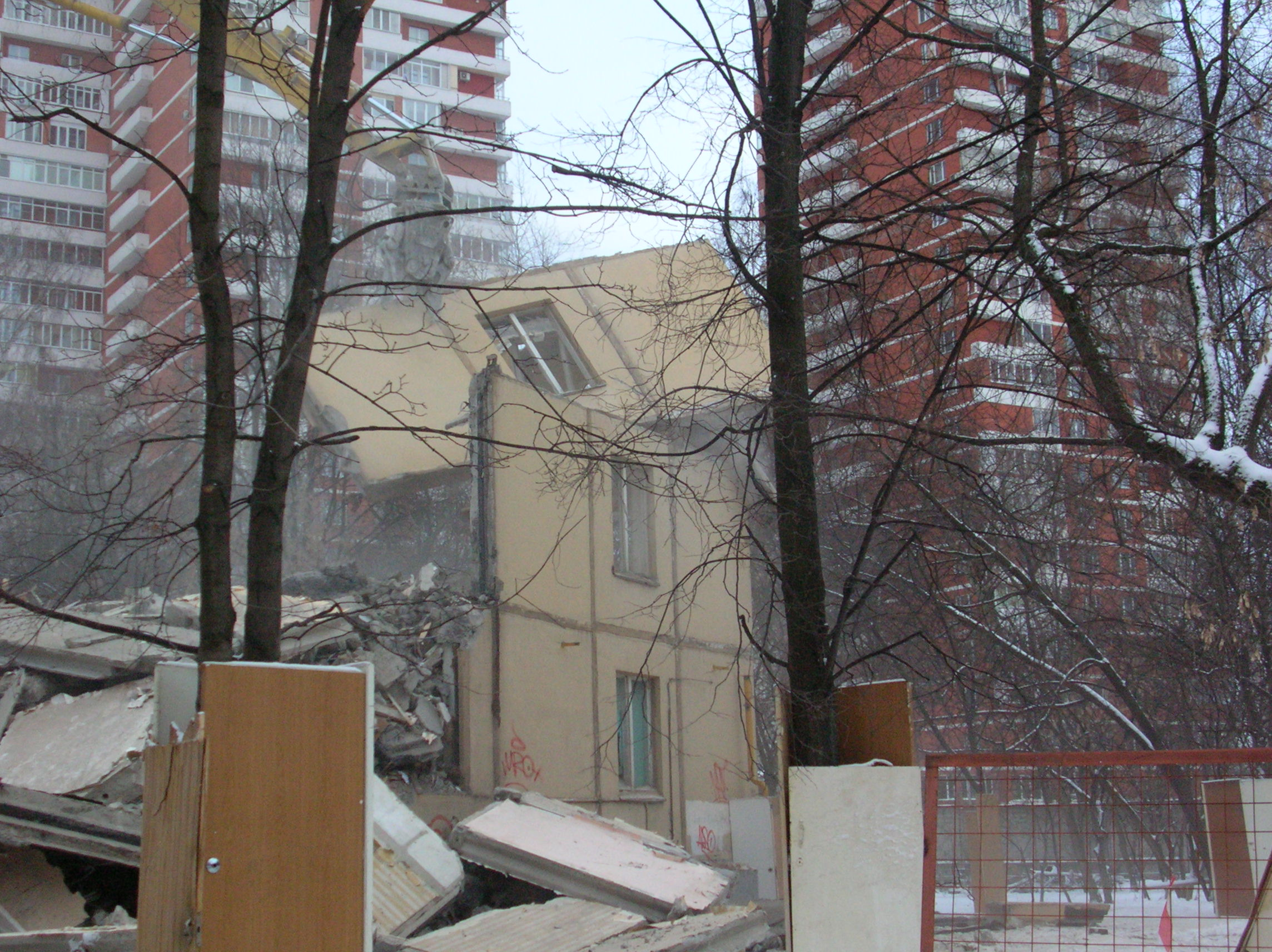
Demolición de una Jrushchovka en Moscú en 2008

Muchas de las innovaciones de Jrushchov fueron revertidas después de su caída. El requisito de que un tercio de los funcionarios debían ser sustituidos en cada elección fue anulado, al igual que la división en la estructura del partido entre los sectores industriales y agrícolas. También se desechó su programa de formación vocacional para los estudiantes de secundaria y su plan para enviar las instituciones agrícolas existentes fuera del mismo territorio. Sin embargo, nuevas instituciones agrícolas o profesionales a partir de entonces se encontraban fuera de las ciudades más importantes. Cuando se construyeron las nuevas viviendas, una gran parte de ellas se hicieron en forma de altos edificios en lugar de las estructuras de baja altura que proponía Jrushchov, que carecían de elevadores o balcones.
Algunos de los proyectos agrícolas de Jrushchov también fueron fácilmente anulados. El maíz llegó a ser tan impopular en 1965 que su cultivo cayó a niveles de posguerra, ya que incluso los koljoses que habían tenido éxito con su cultivo en Ucrania y otras partes del sur de la URSS se negaron a plantarlo. Trofim Lysenko fue despojado de sus posiciones políticas. Sin embargo, las estaciones EMT permanecieron cerradas y los problemas agrícolas básicos, que Jrushchov había tratado de abordar, se mantuvieron. Si bien el nivel de vida soviético aumentó considerablemente a los diez años de la caída de Jrushchov, gran parte del aumento fue debido al enorme progreso industrial; la agricultura siguió muy por detrás, sufriendo periódicas crisis, especialmente en 1972 y 1975. Brézhnev y sus sucesores continuaron el precedente de Jrushchov de comprar grano a Occidente en lugar de sufrir déficits y hambre. Tanto Brézhnev como sus colegas no fueron personalmente populares y el nuevo Gobierno se basó en el poder autoritario para asegurar su continuidad. La KGB y el Ejército Soviético recibieron poderes cada vez mayores. Las tendencias conservadoras del Gobierno llevarían a la durísima "Primavera de Praga" de 1968.
Aunque la estrategia de Jrushchov no logró alcanzar los principales objetivos que buscaba, Aleksandr Fúrsenko, quien escribió un libro analizando las políticas exteriores y militares de Jrushchov, sostuvo que la estrategia coaccionó a Occidente de manera limitada. El acuerdo de que los Estados Unidos no invadiría Cuba se cumplió. El rechazo del mundo occidental a reconocer Alemania Oriental fue reduciéndose gradualmente y en 1975 los Estados Unidos y otros miembros de la OTAN firmaron los Acuerdos de Helsinki con la URSS y los países del Pacto de Varsovia, incluyendo Alemania Oriental, estableciendo normas de derechos humanos en Europa.
La opinión pública rusa sobre Jrushchov sigue estando dividida. Según un importante encuestador ruso, los únicos períodos del siglo XX que los rusos evalúan positivamente son el reinado de Nicolás II y la presidencia de Jrushchov. Una encuesta hecha a jóvenes rusos encontró que ellos sentían que Nicolás II había hecho más bien que daño, y que todos los otros dirigentes rusos del siglo XX más daño que bien—excepto por Jrushchov, sobre quien estaban divididos de manera uniforme. El biógrafo de Jrushchov, William Tompson, relacionó las reformas del ex primer ministro con las ocurridas más tarde:

A lo largo de los años de Brézhnev y del interregno prolongado posterior, la generación que había llegado durante la 'primera primavera rusa' de la década de 1950 esperaba su turno en el poder. Como Brézhnev y sus colegas murieron o fueron jubilados, fueron reemplazados por hombres y mujeres para quienes el discurso secreto y la primera ola de la desestalinización había sido una experiencia formativa y estos 'niños del XX Congreso' tomaron las riendas del poder bajo el liderazgo de Mijaíl Gorbachov y sus colegas. La era de Jruschov proporcionó a esta segunda generación de reformistas una inspiración y una moraleja.

### Libros
- Birch, Douglas (2 de agosto de 2008), «Khrushchev kin allege family honor slurred», USAToday, consultado el 14 de agosto de 2009.
- Carlson, Peter (2009), K Blows Top: A Cold War Comic Interlude Starring Nikita Khrushchev, America's Most Unlikely Tourist, PublicAffairs, ISBN 978-1-58648-497-2.
- Laurent, Coumel (2009), «The scientist, the pedagogue, and the Party official: Interest groups, public opinion, and decision-making in the 1958 education reforms»,  en Ilič, Melanie; Smith, Jeremy, eds., Soviet state and society under Nikita Khrushchev, Taylor & Francis, pp. 66-85, ISBN 0415476496.
- Fursenko, Aleksandr (2006), Khrushchev's Cold War, W.W. Norton & Co., ISBN 978-0-393-05809-3.
- Kelly, Catriona (2007), Children's world: growing up in Russia, 1890–1991, Yale University Press, p. 147, ISBN 0-300-11226-2.
- Khrushchev, Nikita (1960), For Victory in Peaceful Competition with Capitalism, E.P. Dutton & Co., Inc..
- Khrushchev, Nikita (2004),  Khrushchev, Sergei, ed., Memoirs of Nikita Khrushchev, Volume 1: Commissar, The Pennsylvania State University Press, ISBN 0-271-02332-5.
- Khrushchev, Nikita (2006),  Khrushchev, Sergei, ed., Memoirs of Nikita Khrushchev, Volume 2: Reformer, The Pennsylvania State University Press, ISBN 0-271-02861-0.
- Khrushchev, Nikita (2007),  Khrushchev, Sergei, ed., Memoirs of Nikita Khrushchev, Volume 3: Statesman, The Pennsylvania State University Press, ISBN 978-0-271-02935-1.
- Khrushchev, Sergei (2000), Nikita Khrushchev and the Creation of a Superpower, The Pennsylvania State University Press, ISBN 0-271-01927-1.
- Medvedev, Roy; Medvedev, Zhores (1978), Khrushchev: The Years in Power, W.W. Norton & Co..
- Perrie, Maureen (2006), The Cambridge History of Russia: The twentieth century, Cambridge University Press, p. 488, ISBN 0-521-81144-9.
- Schwartz, Harry (12 de septiembre de 1971), «We know now that he was a giant among men», The New York Times, consultado el 25 de septiembre de 2009. (tarifa por artículo)
- Shabad, Theodore (24 de noviembre de 1970), «Izvestia likens 'memoirs' to forgeries», The New York Times, consultado el 25 de septiembre de 2009. (tarifa por artículo)
- Taubman, William (2003), Khrushchev: The Man and His Era, W.W. Norton & Co., ISBN 0-393-32484-2.
- Tompson, William J. (1995), Khrushchev: A Political Life, St. Martin's Press, ISBN 0-312-12365-5.
- Whitman, Alden (12 de septiembre de 1971), «Khrushchev's human dimensions brought him to power and to his downfall», The New York Times, consultado el 25 de septiembre de 2009.
- Zubok, Vladislav (2007), A Failed Empire: The Soviet Union in the Cold War from Stalin to Gorbachev, University of North Carolina Press, ISBN 978-0-8078-5958-2.

### Medios de comunicación
- Kennedy, John F. (10 de junio de 1963), President Kennedy Nuclear Test Ban Treaty Speech, American University 1963 Commencement, American University, archivado desde el original el 31 de diciembre de 2011, consultado el 31 de diciembre de 2011.
- Neizvestny, Ernst (1979), «Mi diálogo con Jrushchov», Vremya i my (El tiempo y nosotros), en ruso (41): 170-200, archivado desde el original el 17 de julio de 2011, consultado el 1 de enero de 2011.
- The New York Times (6 de mayo de 1956), Text of speech on Stalin by Khrushchev as released by the State Department, consultado el 23 de agosto de 2009. (tarifa por artículo)
- Life (9 de noviembre de 1962), The historic letter that showed Mr. K's hand, consultado el 5 de noviembre de 2009.
- The New York Times (10 de marzo de 1953), Vast Riddle; Demoted in the latest Soviet shack-up, consultado el 23 de agosto de 2009. (tarifa por artículo)
- Rosental, Mark Moisevich; Iudin, Pavel Fedorovich (1968). Diccionario Filosófico. Rosario: Ediciones Universo. p. 153.
- United Press International (1959), 1959 Year in Review; Nixon visits Russia, consultado el 31 de diciembre de 2011.
- United Press International (1960), 1960 Year in Review; The Paris Summit Falls Apart, consultado el 31 de diciembre de 2011.